# Halálozások 2014-ben
Ez a szócikk a 2014-ben elhunyt nevezetes személyeket sorolja fel.

## Ismeretlen hónap
| Dátum          | Név        | Foglalkozás / tisztség          | Kor | Forrás |
| -------------- | ---------- | ------------------------------- | --- | ------ |
| Ismeretlen nap | Randé Jenő | újságíró, szerkesztő, diplomata | 092 |        |

## December
| Dátum                | Név                    | Foglalkozás / tisztség                                                                            | Kor | Forrás |
| -------------------- | ---------------------- | ------------------------------------------------------------------------------------------------- | --- | ------ |
| december 31.         | Edward Herrmann        | amerikai színész                                                                                  | 071 |        |
| december 31.         | Jolesz A. Ferenc       | idegsebész, idegkutató, radiológus, a Harvard Egyetem radiológia professzora                      | 068 |        |
| december 31. (k. n.) | Szoliva János          | költő, tanár                                                                                      | 078 |        |
| december 30.         | Erkel András           | film- és zenei producer                                                                           | 052 |        |
| december 30.         | Luise Rainer           | kétszeres Oscar-díjas német-amerikai színésznő                                                    | 104 |        |
| december 29.         | Nagy Gyula             | evangélikus püspök (1982–1989)                                                                    | 096 |        |
| december 28.         | Bán János              | televíziós újságíró, médiaszakértő                                                                | 081 |        |
| december 28.         | Javier Fragoso         | válogatott mexikói labdarúgó                                                                      | 072 |        |
| december 27.         | William P. Gerberding  | amerikai egyetemi tanár, a Washingtoni Egyetem rektora                                            | 085 |        |
| december 27.         | Tomaž Šalamun          | szlovén költő                                                                                     | 073 |        |
| december 27.         | Taar Ferenc            | drámaíró, dramaturg, színházigazgató                                                              | 090 |        |
| december 26.         | Stanisław Barańczak    | lengyel költő                                                                                     | 068 |        |
| december 26.         | Leo Tindemans          | belga politikus, államférfi, Belgium miniszterelnöke (1974–1978)                                  | 092 |        |
| december 25.         | David Ryall            | angol színész                                                                                     | 079 |        |
| december 25. (k. n.) | Vízy Dorottya          | a Magyar Rádió műsorvezetője                                                                      | 041 |        |
| december 24.         | Buddy DeFranco         | amerikai dzsesszklarinétos                                                                        | 091 |        |
| december 23.         | Czakó Klára            | színésznő                                                                                         | 066 |        |
| december 23.         | Jordan Joszifov        | olimpiai bronzérmes (1956) bolgár labdarúgó                                                       | 082 |        |
| december 23. (k. n.) | Takács István          | súlyemelő mesteredző                                                                              | 074 |        |
| december 22.         | Christine Cavanaugh    | amerikai szinkronszínésznő (Dexter laboratóriuma, Babe, Rugrats mozi – Fecsegő tipegők)           | 051 |        |
| december 22.         | Joe Cocker             | Grammy-díjas angol blues- és rock-énekes                                                          | 070 |        |
| december 22.         | Joseph Sargent         | amerikai filmrendező (Hajsza a föld alatt)                                                        | 089 |        |
| december 22.         | Fritz Sdunek           | német ökölvívó, edző                                                                              | 067 |        |
| december 22. (k. n.) | Hubai Gruber Miklós    | rádiós újságíró, író                                                                              | 065 |        |
| december 21.         | Jane Bown              | angol fotográfus                                                                                  | 089 |        |
| december 21.         | Udo Jürgens            | osztrák énekes, zeneszerző, zongorista                                                            | 080 |        |
| december 21.         | Billie Whitelaw        | angol színésznő                                                                                   | 082 |        |
| december 20.         | Lantos Ferenc          | Kossuth-díjas festőművész, grafikus, művészetpedagógus, Pécs díszpolgára                          | 085 |        |
| december 19.         | Magasházy István       | színész                                                                                           | 066 |        |
| december 19.         | Igor Rogyionov         | orosz tábornok, védelmi miniszter (1996–1997)                                                     | 078 |        |
| december 18.         | Ingvar Kjellson        | svéd színész                                                                                      | 091 |        |
| december 18.         | Virna Lisi             | olasz színésznő                                                                                   | 078 |        |
| december 18.         | Tolna Éva              | erdélyi tanár, költő, művelődésszervező                                                           | 075 |        |
| december 18.         | Ante Žanetić           | olimpiai bajnok (1960) jugoszláv válogatott horvát labdarúgó                                      | 078 |        |
| december 17.         | Csiffáry Gergely       | levéltáros, helytörténész                                                                         | 066 |        |
| december 17.         | Paizs Tibor            | költő, újságíró, műfordító                                                                        | 068 |        |
| december 17.         | Ivan Vekić             | horvát politikus, belügyminiszter, jogász, író                                                    | 078 |        |
| december 17. (k. n.) | Honti József           | orvos, szerkesztő, orvostörténész, a Magyar Orvostörténelmi Társaság főtitkára                    | 0?  |        |
| december 16.         | Karl-Heinz Kurras      | nyugat-berrlini rendőrtiszt                                                                       | 087 |        |
| december 16.         | Brian Lister           | brit sportautó- és versenyautó-tervező, építő (Lister Cars)                                       | 088 |        |
| december 16.         | Stephen Valenta        | amerikai ferences lelkész                                                                         | 090 |        |
| december 15.         | Booth Colman           | amerikai színész (Kegyetlen bánásmód, Norma Rae, A majmok bolygója)                               | 091 |        |
| december 14.         | Fischer István         | filmrendező, operatőr                                                                             | 078 |        |
| december 13.         | Ernst Albrecht         | német politikus (CDU), Alsó-Szászország tartomány kormányfője (1976–1990)                         | 084 |        |
| december 13.         | Ina Bauer              | német műkorcsolyázó                                                                               | 073 |        |
| december 13.         | Legéndi Imre           | válogatott jégkorongozó                                                                           | 057 |        |
| december 13.         | Billy Milligan         | amerikai bűnöző                                                                                   | 059 |        |
| december 13.         | Andreas Schockenhoff   | német politikus                                                                                   | 057 |        |
| december 13.         | R. Várkonyi Ágnes      | Széchenyi-díjas történész, egyetemi tanár, az MTA rendes tagja                                    | 086 |        |
| december 12.         | Ferdinandy Géza        | világbajnok öttusázó, edző, kaszkadőr                                                             | 081 |        |
| december 12.         | Ivor Grattan-Guinness  | brit matematika- és logikatörténész                                                               | 073 |        |
| december 11.         | Tom Adams              | angol színész (A nagy szökés, Az Onedin család)                                                   | 076 |        |
| december 11.         | Giorgio Ardisson       | olasz színész                                                                                     | 082 |        |
| december 11.         | Sarkady Sándor         | költő, műfordító, szerkesztő, egyetemi tanár                                                      | 079 |        |
| december 11.         | Varga László           | csellóművész, egyetemi tanár                                                                      | 089 |        |
| december 11.         | Hans Wallat            | német karmester, zenei igazgató                                                                   | 085 |        |
| december 10.         | Ralph Giordano         | német író, publicista, rendező                                                                    | 091 |        |
| december 10.         | Franca Pecchioli Daddi | olasz hettitológus                                                                                | 070 |        |
| december 10. (k. n.) | Fátyol Tivadar         | zeneszerző, koreográfus, rendező, producer, a Rádió C igazgatója, a Nóta TV programvezetője       | 061 |        |
| december 9.          | Krizsovánszky Szidónia | romániai magyar színésznő                                                                         | 070 |        |
| december 9.          | Blagoje Paunović       | Európa-bajnoki ezüstérmes (1968) jugoszláv válogatott szerb labdarúgó, edző                       | 067 |        |
| december 9. (k. n.)  | Kocsis István          | atléta, kalapácsvető, edző                                                                        | 076 |        |
| december 8.          | Knut Nystedt           | norvég zeneszerző                                                                                 | 099 |        |
| december 7.          | Giuseppe Mango         | olasz zenész, dalszerző                                                                           | 060 |        |
| december 7.          | Grahanándan Szingh     | kétszeres olimpiai bajnok (1948 és 1952) indiai gyeplabdázó                                       | 088 |        |
| december 7.          | Dienes Eszter          | költő                                                                                             | 065 |        |
| december 6.          | Ralph Baer             | német származású amerikai mérnök, az első videójáték-konzol feltalálója (Magnavox Odyssey)        | 092 |        |
| december 6.          | Varga István           | válogatott kézilabdázó                                                                            | 071 |        |
| december 5.          | Manuel De Sica         | olasz zeneszerző                                                                                  | 065 |        |
| december 5.          | Fabiola belga királyné | spanyol származású belga királyné                                                                 | 086 |        |
| december 5.          | Keith Martin           | brit súlyrekorder, a világ legkövérebb embere                                                     | 044 |        |
| december 5. (k. n.)  | Székely Krisztina      | vegyészmérnök, szabadalmi ügyvivő, az Innovatív Gyógyszergyártók Egyesületének elnöke (2000–2009) | 0?  |        |
| december 4.          | Hárs István            | a Magyar Rádió elnöke (1974–1988)                                                                 | 090 |        |
| december 3.          | Lulu Dikana            | dél-afrikai énekesnő, dalszerző                                                                   | 035 |        |
| december 3.          | Fáy Györgyi            | színésznő                                                                                         | 090 | []     |
| december 3.          | Vicente Leñero         | mexikói író, dramaturg, újságíró                                                                  | 081 |        |
| december 3.          | Ian McLagan            | angol rockzenész (Small Faces)                                                                    | 069 |        |
| december 2.          | Jean Béliveau          | kanadai jégkorongozó (Montréal Canadiens)                                                         | 083 |        |
| december 2.          | Gerry Fisher           | brit operatőr (A közvetítő, Fedora, Klein úr, Hegylakó)                                           | 088 |        |
| december 2.          | Verbényi József        | válogatott kosárlabdázó, edző, címzetes egyetemi tanár                                            | 090 |        |
| december 2.          | Veres Gyula Alpár      | szobrász                                                                                          | 051 |        |
| december 1.          | Mario Abramovich       | argentin hegedűművész, zeneszerző                                                                 | 088 |        |

## November
| Dátum                | Név                         | Foglalkozás / tisztség                                                                                    | Kor | Forrás |
| -------------------- | --------------------------- | --- | --- | ------ |
| november             | Kalló Viktor                | szobrász                                                                                                  | 083 |        |
| november 30.         | Balikó Tamás                | színész, rendező, színházigazgató                                                                         | 056 |        |
| november 29.         | Lovas Nándor                | forgatókönyvíró, gyártásvezető                                                                            | 029 |        |
| november 29.         | Pjotr Zajev                 | olimpiai ezüstérmes (1980) szovjet-orosz ökölvívó                                                         | 061 |        |
| november 28.         | Roberto Gómez Bolaños       | mexikói színész, filmrendező, producer, író                                                               | 085 |        |
| november 28.         | Kapolyi László              | bányamérnök, üzletember, politikus, az MTA rendes tagja                                                   | 082 |        |
| november 28.         | Richard B. Mather           | amerikai sinológus, buddhológus                                                                           | 101 |        |
| november 28.         | Lucidio Sentimenti          | válogatott olasz labdarúgó                                                                                | 094 |        |
| november 28.         | Radomir Vukčević            | Európa-bajnoki ezüstérmes (1968) jugoszláv-horvát labdarúgó                                               | 070 |        |
| november 27.         | Bárándy György              | ügyvéd | 095 |        |
| november 27.         | Héthy Apor                  | hegedűművész, a Magyar Rádió Szimfonikus Zenekarának igazgatója                                           | 070 |        |
| november 27.         | Stanisław Mikulski          | lengyel színész (Csatorna)                                                                                | 085 |        |
| november 26.         | Gorilovics Tivadar          | irodalomtörténész                                                                                         | 081 |        |
| november 26.         | Konrád János                | olimpiai bajnok (1964) vízilabdázó                                                                        | 073 |        |
| november 25.         | Joanna Dunham               | angol színésznő                                                                                           | 078 |        |
| november 25.         | Vlagyimir Gundarcev         | olimpiai bajnok (1968) és világbajnok (1969) szovjet-orosz biatlonista                                    | 069 |        |
| november 25.         | Aurelio Milani              | válogatott olasz labdarúgó                                                                                | 080 |        |
| november 24.         | Balázs Erzsébet             | olimpiai ezüstérmes (1948) tornász, edző                                                                  | 094 |        |
| november 24.         | Viktor Tyihonov             | szovjet-orosz jégkorongozó, edző, háromszoros olimpiai-, nyolcszoros világbajnok szövetségi kapitány      | 084 |        |
| november 23.         | Pat Quinn                   | kanadai jégkorongozó, edző, olimpiai bajnok szövetségi kapitány                                           | 071 |        |
| november 22.         | Marcel Paquet               | belga filozófus                                                                                           | 067 |        |
| november 22.         | Maciej Popko                | lengyel hettitológus                                                                                      | 078 |        |
| november 21.         | Augusztinovics Mária        | Széchenyi-díjas közgazdász                                                                                | 084 |        |
| november 20.         | Cayetana Fitz-James Stuart  | Alba 18. hercegnője, spanyol grand, az Alba-ház feje                                                      | 088 |        |
| november 19.         | Gholam Hossein Mazloumi     | válogatott iráni labdarúgó                                                                                | 064 |        |
| november 19.         | Mike Nichols                | német származású amerikai televízió-, színház- és filmrendező, forgatókönyvíró és filmproducer            | 083 |        |
| november 18.         | Ahmad al-Lauzi (Ahmad Lozi) | jordániai politikus, miniszterelnök (1971–1973)                                                           | 089 |        |
| november 18.         | Goll Bea                    | színésznő, táncosnő                                                                                       | 087 |        |
| november 17.         | Csepregi Gyula              | szaxofonművész, a Liszt Ferenc Zeneművészeti Egyetem tanára, a Stúdió 11 szólistája és művészeti vezetője | 056 |        |
| november 17.         | Ilija Pantelić              | jugoszláv válogatott szerb labdarúgó, edző                                                                | 072 |        |
| november 17.         | Heiner Rank                 | német sci-fi-szerző és krimiíró                                                                           | 082 |        |
| november 16.         | Karasszon Dénes             | állatorvos, tudománytörténész, egyetemi tanár, az MTA doktora                                             | 089 |        |
| november 16.         | Rajz Attila                 | válogatott jégkorongozó, edző                                                                             | 038 |        |
| november 16.         | Szépfalusy Péter            | Széchenyi-díjas fizikus, egyetemi tanár, az MTA rendes tagja                                              | 083 |        |
| november 16. (k. n.) | Dilinkó Gábor               | roma származású magyar festőművész, forradalmi harcos                                                     | 085 |        |
| november 15.         | Serge Moscovici             | román származású francia szociálpszichológus                                                              | 089 |        |
| november 15. (k. n.) | Valéry Mézague              | válogatott kameruni labdarúgó (Montpellier Hérault SC, FC Sochaux-Montbéliard)                            | 030 |        |
| november 14.         | Glen A. Larson              | amerikai producer, forgatókönyvíró (Magnum, Knight Rider, Csillagközi romboló), énekes és zeneszerző      | 077 |        |
| november 13.         | Alexander Grothendieck      | Fields-érmes (1966) német származású francia matematikus                                                  | 086 | [ 5 ]  |
| november 13.         | Zöld Lajos                  | erdélyi magyar újságíró, közíró, közösségszervező, a gyergyószárhegyi festő tábor vezetője                | 081 |        |
| november 12.         | Warren Clarke               | brit színész (Mechanikus narancs)                                                                         | 067 |        |
| november 12.         | Farkas József               | Széchenyi-díjas vegyészmérnök, mikrobiológus, egyetemi tanár, az MTA rendes tagja                         | 081 |        |
| november 12.         | Petykó Ágnes                | kárpátaljai magyar újságíró, a Magyar Rádió ungvári tudósítója                                            | 062 |        |
| november 12.         | Viktor Szerebrjanyikov      | ukrán labdarúgó, edző                                                                                     | 074 |        |
| november 11.         | Johnny Dyer                 | amerikai bluesharmonikás, énekes                                                                          | 075 |        |
| november 11.         | Carol Ann Susi              | amerikai színésznő (Agymenők, Kutyák és macskák, Jól áll neki a halál)                                    | 062 |        |
| november 10.         | Josip Boljkovac             | horvát politikus                                                                                          | 093 |        |
| november 10.         | Takakura Ken                | japán színész (Fekete eső, Jakuzák)                                                                       | 083 |        |
| november 10. (k. n.) | Gabriela Dorgai             | román színésznő (Szatmárnémeti Északi Színház)                                                            | 041 | [ 6 ]  |
| november 9.          | Szaúd bin Mohammed Al Thani | katari herceg, műgyűjtő                                                                                   | 048 |        |
| november 9.(k. n.)   | Ferkai Tamás                | magyar származású osztrák rendező, színész                                                                | 073 |        |
| november 8.          | Átányi László               | tanár, újságíró, költő                                                                                    | 075 |        |
| november 8.          | Hannes Hegen                | német grafikus és karikaturista                                                                           | 089 |        |
| november 8.          | László Klári                | szociológus, címzetes egyetemi docens                                                                     | 067 |        |
| november 8.          | Pados Róbert                | zenész, nagybőgős, polgármester                                                                           | 060 |        |
| november 7.          | Gera Zoltán                 | Kossuth-díjas színész, a nemzet színésze                                                                  | 091 |        |
| november 7.          | Kajetan Kovič               | szlovén költő, író, műfordító                                                                             | 083 |        |
| november 6.          | Rózsa Milán                 | politikai és emberi jogi aktivista (Együtt–PM)                                                            | 026 |        |
| november 6.          | Seszták Ágnes               | újságíró                                                                                                  | 070 |        |
| november 5.          | Dorel Dorian                | román tudományos-fantasztikus író, parlamenti képviselő                                                   | 084 |        |
| november 5.          | Alekszej Gyevotcsenko       | orosz színész, ellenzéki közéleti személyiség                                                             | 049 |        |
| november 5.          | Manitas de Plata            | francia flamencogitáros                                                                                   | 093 |        |
| november 4.          | Gyarmati Edit               | matematikus                                                                                               | 0?  |        |
| november 4.          | Hadas János                 | fotóriporter, szerkesztő                                                                                  | 075 |        |
| november 4.          | Margitai Ági                | Kossuth-díjas színművész                                                                                  | 077 |        |
| november 3.          | Augusto Martelli            | olasz zeneszerző, karmester, televíziós személyiség                                                       | 074 |        |
| november 3.          | Nyírő Lajos                 | irodalomtörténész                                                                                         | 093 |        |
| november 2.          | Acker Bilk                  | angol klarinétos, jazz-zenész                                                                             | 085 |        |
| november 2.          | Valentina Dimitrova         | bolgár olimpikon (1980) ötpróbázó, atléta                                                                 | 058 |        |
| november 2.          | Veljko Kadijević            | jugoszláv tábornok                                                                                        | 088 |        |
| november 2.          | Finis Tasby                 | amerikai bluesénekes                                                                                      | 074 |        |
| november 1.          | Gustau Biosca               | válogatott spanyol labdarúgó, edző                                                                        | 086 |        |
| november 1.          | Lakatos Éva                 | könyvtáros, bibliográfus                                                                                  | 082 |        |
| november 1.          | Wayne Static                | amerikai zenész, a Static-X frontembere                                                                   | 048 |        |

## Október
| Dátum               | Név                      | Foglalkozás / tisztség                                                                           | Kor | Forrás |
| ------------------- | ------------------------ | ------------------------------------------------------------------------------------------------ | --- | ------ |
| október 31.         | Ágostházi László         | Ybl Miklós-díjas építészmérnök                                                                   | 083 |        |
| október 31.         | Gulyás József            | vajdasági magyar költő                                                                           | 077 |        |
| október 31.         | Patrick Partridge        | angol nemzetközi labdarúgó-játékvezető                                                           | 081 |        |
| október 30.         | Renée Asherson           | brit színésznő                                                                                   | 099 |        |
| október 30.         | Fehérváry István         | publicista, szerkesztő, egyetemi tanár, a Magyar Politikai Elítéltek Közösségének elnöke         | 088 |        |
| október 30.         | Nagy Géza                | romániai magyar református lelkész                                                               | 084 |        |
| október 29.         | Klas Ingesson            | világbajnoki bronzérmes (1994) svéd labdarúgó, edző                                              | 046 |        |
| október 29.         | Rudolf Krajčovič         | szlovák nyelvész, szlavista                                                                      | 087 |        |
| október 29.         | Kubányi Endréné          | Eötvös József-díjas tanítónő                                                                     | 085 |        |
| október 29.         | Mittelholcz Dóra         | újságíró                                                                                         | 033 |        |
| október 29. (k. n.) | Rainer Hasler            | liechtensteini labdarúgó (Neuchâtel Xamax)                                                       | 056 |        |
| október 28.         | Kovács Imre Endre        | premontrei szerzetes, kanonok, perjel, történész, levéltáros                                     | 088 |        |
| október 28.         | Michael Sata             | zambiai politikus, elnök (2011–2014)                                                             | 077 |        |
| október 27.         | Sin Hecsol               | dél-koreai énekes, dalszerző                                                                     | 046 |        |
| október 27.         | Leif Skiöld              | svéd labdarúgó, jégkorongozó                                                                     | 079 |        |
| október 26.         | Senzo Meyiwa             | dél-afrikai válogatott labdarúgó                                                                 | 027 |        |
| október 26.         | Nikola Parsanov          | bolgár válogatott labdarúgó                                                                      | 084 |        |
| október 26.         | Gordy Soltau             | amerikai amerikaifutball-játékos                                                                 | 089 |        |
| október 26.         | Wenczl József            | magyarországi német néptáncos, koreográfus                                                       | 069 |        |
| október 26. (k. n.) | Csordás Ilona (Plexi)    | Modern Hungária és a Bergendy-együttes énekese                                                   | 053 |        |
| október 25.         | Jack Bruce               | skót zenész, zeneszerző, a Cream alapító tagja                                                   | 071 |        |
| október 25.         | Maka Gyula               | nagybőgőművész                                                                                   | 069 |        |
| október 25.         | Nagy András László       | színpadi rendező, újságíró                                                                       | 068 |        |
| október 24.         | Mbulaeni Mulaudzi        | olimpiai ezüstérmes, világbajnok dél-afrikai atléta                                              | 034 |        |
| október 24.         | Marcia Strassman         | amerikai színésznő, énekesnő (Drágám, a kölykök összementek!, Drágám, a kölyök marha nagy lett!) | 066 |        |
| október 23.         | Alvin Stardust           | angol rockénekes                                                                                 | 072 |        |
| október 23. (k. n.) | Haas György              | közíró, a Magyar Írószövetség tagja                                                              | 081 |        |
| október 22.         | Rinnat Szafin            | olimpiai bajnok (1972) szovjet-orosz sílövő                                                      | 074 |        |
| október 21.         | Bretus Mária             | táncművész                                                                                       | 071 |        |
| október 21.         | Hernádi Ferenc           | labdarúgó (Pécsi Dózsa)                                                                          | 073 |        |
| október 21.         | Keresztény Béla          | népzenész, Szélkiáltó együttes tagja                                                             | 061 |        |
| október 21.         | Paál Zoltán              | állami díjas vegyészmérnök, MTA Izotópkutató Intézetének igazgatója (1993–1998)                  | 078 | [ 8 ]  |
| október 21.         | Gough Whitlam            | ausztrál politikus, miniszterelnök (1972–1975)                                                   | 098 |        |
| október 20.         | René Burri               | svájci fotóművész                                                                                | 081 |        |
| október 20.         | Lilli Carati             | olasz fotómodell, filmszínésznő, pornószínésznő                                                  | 058 |        |
| október 20.         | Jászay Tamás             | gépészmérnök, egyetemi tanár, az MTA Energetikai Bizottságának tagja                             | 086 |        |
| október 20.         | Christophe de Margerie   | francia üzletember, a Total elnök-vezérigazgatója                                                | 063 |        |
| október 20.         | Oscar de la Renta        | dominikai születésű amerikai divattervező                                                        | 082 |        |
| október 20.         | Szentmihályi Szabó Péter | író, műfordító                                                                                   | 069 |        |
| október 19.         | Drecin József            | közgazdász, államtitkár                                                                          | 085 | [ 8 ]  |
| október 19.         | John Holt                | jamaicai reggae énekes és dalszövegíró                                                           | 067 |        |
| október 19.         | Pichler Imre             | politikus, országgyűlési képviselő (2002–2006, 2010–2014)                                        | 067 |        |
| október 19.         | Miloslava Rezková        | olimpiai bajnok (1968) cseh magasugró                                                            | 064 |        |
| október 19.         | H. Tóth Imre             | nyelvész, pedagógus, emeritus professzor, szerkesztő                                             | 082 |        |
| október 18.         | Joanne Borgella          | haiti származású amerikai énekesnő, modell                                                       | 032 |        |
| október 17.         | Gero Bisanz              | német labdarúgó, edző                                                                            | 078 |        |
| október 17.         | Claude Brodin            | olimpiai és világbajnoki bronzérmes francia párbajtőrvívó                                        | 080 |        |
| október 17.         | Flórián Antal            | erdélyi származású magyar színész, filmszínész                                                   | 074 |        |
| október 17.         | Vladimír Hrivnák         | szlovák labdarúgó, edző                                                                          | 069 |        |
| október 17.         | Oku Daiszuke             | japán válogatott labdarúgó                                                                       | 038 |        |
| október 17.         | Pribojszky Mátyás        | citeraművész                                                                                     | 083 |        |
| október 16.         | Tim Hauser               | amerikai dzsesszénekes (The Manhattan Transfer)                                                  | 072 |        |
| október 16. (k. n.) | Misty Upham              | amerikai színésznő (A befagyott folyó, Augusztus Oklahomában)                                    | 032 |        |
| október 15.         | Marie Dubois             | francia színésznő                                                                                | 077 |        |
| október 15.         | Veér Miklós              | politikus, országgyűlési képviselő (1994–1998)                                                   | 067 |        |
| október 14.         | Fenyves Ervin            | állami díjas fizikus, egyetemi tanár, az MTA külső tagja                                         | 090 |        |
| október 14.         | Helmut Nordhaus          | német labdarúgó, edző                                                                            | 092 |        |
| október 14.         | Elizabeth Peña           | kubai származású amerikai színésznő (A Hihetetlen család, Csúcsformában, Jákob lajtorjája)       | 055 |        |
| október 13. (k. n.) | Mark Bell                | brit zenész, producer                                                                            | 043 |        |
| október 12.         | Roberto Telch            | válogatott argentin labdarúgó                                                                    | 070 |        |
| október 12.         | Florin Tudose            | román pszichiáter, egyetemi tanár, az orvostudományok doktora                                    | 062 |        |
| október 11.         | Anita Cerquetti          | olasz opera-énekesnő (szoprán)                                                                   | 083 |        |
| október 11.         | Dobay Dezső              | rendező, dramaturg, műfordító, színházigazgató (R.S.9. Stúdiószínház)                            | 059 |        |
| október 11.         | Carmelo Simeone          | válogatott argentin labdarúgó                                                                    | 081 |        |
| október 11.         | Váradi András            | juhász, az Együtt alcsútdobozi polgármesterjelöltje, Mészáros Lőrinc ellenfele                   | 050 |        |
| október 10.         | Fülöp Zsigmond           | Jászai Mari-díjas magyar színész                                                                 | 079 |        |
| október 10.         | Valerij Karpov           | világbajnok (1993) orosz jégkorongozó                                                            | 043 |        |
| október 10.         | Pavel Landovský          | cseh színész                                                                                     | 078 |        |
| október 10.         | Pilisi Nándor            | politikus, független polgármesterjelölt (Egyházasgerge)                                          | 058 |        |
| október 9.          | Jan Hooks                | amerikai színésznő, komika                                                                       | 057 |        |
| október 9. (k. n.)  | Badari Tibor             | Európa-bajnok ökölvívó, edző                                                                     | 066 |        |
| október 9. (k. n.)  | Vizel Péter              | kanadai-magyar marketingszakember                                                                | 065 |        |
| október 8.          | Ponori Thewrewk Aurél    | csillagász, kronológus                                                                           | 093 |        |
| október 8.          | Jeen van den Berg        | holland olimpikon (1956, 1960) gyorskorcsolyázó                                                  | 088 |        |
| október 7.          | Bokor Péter              | filmrendező, író                                                                                 | 090 |        |
| október 7.          | Császár Gyöngyi          | színésznő                                                                                        | 058 |        |
| október 7.          | Siegfried Lenz           | német író                                                                                        | 088 |        |
| október 7.          | Zilpha Keatley Snyder    | amerikai gyermek- és ifjúsági író                                                                | 087 |        |
| október 6.          | Feridun Buğeker          | válogatott török labdarúgó                                                                       | 081 |        |
| október 6.          | Csenger-Zalán Attila     | jogász, bonni nagykövet, a Kereszténydemokrata Néppárt politikusa                                | 084 |        |
| október 6.          | Gécseg Ferenc            | matematikus, informatikus, egyetemi tanár, az MTA rendes tagja                                   | 075 |        |
| október 6.          | Igor Mitoraj             | lengyel szobrász                                                                                 | 070 |        |
| október 6.          | Szerhij Zakarljuka       | válogatott ukrán labdarúgó és edző                                                               | 038 |        |
| október 5.          | Andrea de Cesaris        | olasz autóversenyző, Formula–1-es pilóta                                                         | 055 |        |
| október 5.          | Jurij Ljubimov           | orosz színész, rendező                                                                           | 097 |        |
| október 4.          | Fjodor Cserenkov         | olimpiai bronzérmes (1980) szovjet válogatott orosz labdarúgó                                    | 055 |        |
| október 4.          | Jean-Claude Duvalier     | haiti politikus, elnök (Baby Doc)                                                                | 063 |        |
| október 3.          | Bill Fiore               | amerikai színész, szinkronszínész                                                                | 074 |        |
| október 3.          | Jean-Jacques Marcel      | világbajnoki bronzérmes (1958) francia labdarúgó                                                 | 083 |        |
| október 2.          | Jordán Gábor             | vitorlázó, sportvezető                                                                           | 78  |        |
| október 2.          | Kenesey Gábor            | operaénekes (basszus)                                                                            | 067 |        |
| október 2.          | Lázár György             | politikus, miniszterelnök (1975–1987)                                                            | 090 |        |
| október 2.          | Nagy László              | bánhidai plébános, a Magyar Arany Érdemkereszt birtokosa, Tatabánya és Perbete díszpolgára       | 080 |        |
| október 1.          | Györgyey Ferenc Aladár   | orvostörténész, író, könyvtáros, művészettörténész                                               | 089 |        |
| október 1.          | Lynsey de Paul           | angol énekesnő, dalszerző, az első nő, aki Ivor Novello-díjat nyert                              | 064 |        |

## Szeptember
| Dátum                   | Név                           | Foglalkozás / tisztség | Kor | Forrás          |
| ----------------------- | ----------------------------- | --- | --- | --------------- |
| szeptember 30.          | Erik Hansen                   | olimpiai bajnok (1960) dán kenus                                                                                              | 074 |                 |
| szeptember 30.          | Martin L. Perl                | Nobel-díjas amerikai fizikus                                                                                                  | 087 |                 |
| szeptember 29.          | Hugh Doherty                  | ír labdarúgó (Celtic FC) | 093 |                 |
| szeptember 29.          | Luis Nishizawa                | japán-mexikói festőművész | 096 |                 |
| szeptember 28.          | Petr Skoumal                  | cseh zenész, zeneszerző | 076 |                 |
| szeptember 27.          | Charles Dobzynski             | lengyelországi származású francia költő, író                                                                                  | 085 |                 |
| szeptember 27.          | Antti Lovag                   | magyar származású francia építész                                                                                             | 094 |                 |
| szeptember 27.          | Sarah Danielle Madison        | amerikai színésznő | 040 |                 |
| szeptember 27.          | Klára Marková                 | szlovák régész | 062 |                 |
| szeptember 26.          | Marek Gedl                    | lengyel régész | 080 |                 |
| szeptember 26.          | Saáry Éva                     | geológus, utazó, költő, író, festő- és fotóművész                                                                             | 084 |                 |
| szeptember 26.          | Maggie Stables                | brit színésznő (Ki vagy, doki?)                                                                                               | 0?  |                 |
| szeptember 25.          | Vlagyimir Dolbonoszov         | orosz labdarúgó (Gyinamo Moszkva)                                                                                             | 065 |                 |
| szeptember 25.          | Gallai Rezső                  | a legidősebb magyar férfi | 110 | [ halott link ] |
| szeptember 25.          | Hernek István                 | olimpiai- és világbajnoki ezüstérmes kenus                                                                                    | 079 |                 |
| szeptember 25.          | Kiss Ferenc                   | romániai magyar művelődéstörténész, helytörténész                                                                             | 072 |                 |
| szeptember 25.          | Lengyel Loránd                | lutheránus teológiai író | 093 | []              |
| szeptember 25.          | Dorothy Odam-Tyler            | olimpiai ezüstérmes brit atlétanő, magasugró                                                                                  | 094 |                 |
| szeptember 24.          | Ailo Gaup                     | számi sámán, író | 070 |                 |
| szeptember 24.          | Christopher Hogwood           | brit karmester, csembalóművész, zenetudós                                                                                     | 073 |                 |
| szeptember 24.          | Madis Kõiv                    | észt író, filozófus, fizikus                                                                                                  | 084 |                 |
| szeptember 23.          | Anatolij Ejramdzsán           | orosz-örmény filmrendező, producer, forgatókönyvíró                                                                           | 077 |                 |
| szeptember 23.          | Jermy Tibor                   | biológus, doktor, az MTA tagja                                                                                                | 097 |                 |
| szeptember 22.          | Fernando Cabrita              | válogatott portugál labdarúgó, edző, szövetségi kapitány (1983–1984)                                                          | 091 |                 |
| szeptember 21.          | Michael Harari                | izraeli titkos ügynök | 087 |                 |
| szeptember 21.          | Gerhard Neukum                | német planetológus, egyetemi tanár, feltaláló                                                                                 | 070 |                 |
| szeptember 21.          | Jan Werner                    | olimpiai ezüstérmes (1976) lengyel rövidtávfutó                                                                               | 068 |                 |
| szeptember 20.          | Anatolij Berezovoj            | szovjet űrhajós | 072 |                 |
| szeptember 20.          | Polly Bergen                  | Emmy-díjas amerikai énekesnő, színésznő (Született feleségek)                                                                 | 084 |                 |
| szeptember 20.          | Kemény Endre                  | karmester, hegedűművész, zeneakadémiai tanár                                                                                  | 089 |                 |
| szeptember 19.          | Avraham Heffner               | izraeli filmrendező | 079 |                 |
| szeptember 19-ike előtt | Csákvári Nagy Lajos           | festő és szobrászművész | 091 |                 |
| szeptember 18.          | Kenny Wheeler                 | kanadai dzsessztrombitás | 084 |                 |
| szeptember 17.          | Andrij Huszin                 | válogatott ukrán labdarúgó | 041 |                 |
| szeptember 16.          | Ásványi László                | szlovákiai magyar politikus, közgazdász                                                                                       | 089 |                 |
| szeptember 16.          | Buster Jones                  | amerikai szinkronszínész | 071 |                 |
| szeptember 16. (k. n.)  | Darrell Zwerling              | amerikai karakterszínész | 086 |                 |
| szeptember 15.          | Jackie Cain                   | amerikai dzsesszénekesnő | 086 |                 |
| szeptember 15.          | Nyikolaj Romanov              | orosz herceg | 091 |                 |
| szeptember 14.          | Miroslav Hlinka               | világbajnok (2002) szlovák jégkorongozó                                                                                       | 042 |                 |
| szeptember 14.          | Angus Lennie                  | skót színész (A nagy szökés)                                                                                                  | 084 |                 |
| szeptember 14.          | Timothy Kristian Charles Mace | angol kiképzett mérnök-űrhajós, pilóta                                                                                        | 058 |                 |
| szeptember 13.          | Avar István                   | Kossuth-díjas és kétszeres Jászai Mari-díjas színész, a nemzet színésze                                                       | 083 |                 |
| szeptember 13.          | Milan Galić                   | olimpiai bajnok (1960) jugoszláv válogatott szerb labdarúgó                                                                   | 076 |                 |
| szeptember 12.          | Bencze László                 | fotóművész | 065 |                 |
| szeptember 12.          | John Gustafson                | brit basszusgitáros (Quatermass, Ian Gillan Band)                                                                             | 072 |                 |
| szeptember 12.          | Ian Paisley                   | északír tiszteletes, politikus, a protestáns Demokratikus Unionista Párt elnöke (1971–2008), tartományi kormányfő (2007–2008) | 088 |                 |
| szeptember 12.          | Joe Sample                    | amerikai dzsesszzenész (The Crusaders), dalszerző (One Day I'll Fly Away, Street Life)                                        | 075 |                 |
| szeptember 12.          | Sztankay István               | Kossuth-díjas és kétszeres Jászai Mari-díjas színész, rendező, a nemzet színésze                                              | 078 |                 |
| szeptember 12.          | Herbert Vorgrimler            | német római katolikus teológus, egyetemi tanár, szakíró                                                                       | 085 |                 |
| szeptember 11.          | Antoine Duhamel               | francia filmzeneszerző | 089 |                 |
| szeptember 11.          | Kendall Francois              | afroamerikai sorozatgyilkos                                                                                                   | 043 |                 |
| szeptember 11.          | Kocsi János                   | politikus (Fidesz), Nagykáta polgármestere                                                                                    | 066 |                 |
| szeptember 11.          | Medovarszki János             | atléta, edző, sporttörténész, főiskolai docens                                                                                | 077 |                 |
| szeptember 11.          | Donald Sinden                 | brit színész | 090 |                 |
| szeptember 10.          | António Garrido               | portugál nemzetközi labdarúgó-játékvezető                                                                                     | 081 |                 |
| szeptember 10.          | Richard Kiel                  | amerikai színész (A kém, aki szeretett engem, A Viharhegy óriása)                                                             | 074 |                 |
| szeptember 10.          | Sándor Károly                 | válogatott labdarúgó | 085 |                 |
| szeptember 9.           | Bob Suter                     | olimpiai bajnok amerikai jégkorongozó                                                                                         | 057 |                 |
| szeptember 8.           | Jane Baker                    | angol sci-fi-írónő, műveit férjével közösen írta, többek között a régi Ki vagy, doki? forgatókönyvét is                       | 089 | [ 10 ]          |
| szeptember 8.           | Magda Olivero                 | olasz opera-énekesnő (szoprán)                                                                                                | 104 |                 |
| szeptember 8.           | Rudas Tibor                   | impresszárió | 094 |                 |
| szeptember 8. (k. n.)   | Prikrill Zsuzsanna            | modell, sztriptíztáncosnő | 031 |                 |
| szeptember 7.           | Héder János                   | olimpikon tornász, sportvezető, orvos, szülész-nőgyógyász                                                                     | 080 |                 |
| szeptember 7.           | Kézdi-Kovács Zsolt            | filmrendező | 078 |                 |
| szeptember 7.           | Kvon Risze                    | dél-koreai énekesnő (Ladies' Code)                                                                                            | 023 |                 |
| szeptember 7.           | Ótaka Josiko                  | kínai származású japán színésznő, énekesnő, a Tanácsosok Háza tagja (1974–1992)                                               | 094 |                 |
| szeptember 6.           | Balogh Emese                  | színésznő és szinkronszínész                                                                                                  | 075 |                 |
| szeptember 6.           | Stefan Gierasch               | amerikai színész | 088 |                 |
| szeptember 6.           | Molly Glynn                   | amerikai színésznő | 046 |                 |
| szeptember 6.           | Seth Martin                   | világbajnok kanadai jégkorongozó, olimpikon                                                                                   | 081 |                 |
| szeptember 6.           | Kira Zvorikina                | szovjet sakkozó, női nemzetközi nagymester, háromszoros sakkolimpia bajnok                                                    | 094 |                 |
| szeptember 5.           | Karel Černý                   | Oscar-díjas cseh látványtervező                                                                                               | 092 |                 |
| szeptember 4.           | Martynas Andriukaitis         | litván kosárlabdázó (Debreceni Vadkakasok)                                                                                    | 033 |                 |
| szeptember 4.           | Donatas Banionis              | szovjet-litván színész (Solaris)                                                                                              | 090 |                 |
| szeptember 4.           | Wolfhart Pannenberg           | német evangélikus teológus | 085 |                 |
| szeptember 4.           | Giovanni Pinarello            | olasz kerékpárversenyző, vállalkozó                                                                                           | 092 |                 |
| szeptember 4.           | Joan Rivers                   | Emmy-díjas amerikai színésznő, komikus, műsorvezető, televíziós személyiség                                                   | 081 |                 |
| szeptember 3.           | EunB                          | dél-koreai énekesnő (Ladies' Code)                                                                                            | 021 |                 |
| szeptember 3.           | Rékai Iván                    | zeneszerző, zeneelmélettanár                                                                                                  | 079 |                 |
| szeptember 2.           | Pataki János                  | cukrászmester, a Magyar Cukrász Iparosok Országos Ipartestületének elnöke                                                     | 064 |                 |
| szeptember 2.           | Rozsnyói Sándor               | olimpiai ezüstérmes (1956), Európa-bajnok (1954) atléta, akadályfutó, Nemzetközi Fair Play-díjas                              | 083 |                 |
| szeptember 2. (k. n.)   | Steven Sotloff                | amerikai újságíró | 031 |                 |
| szeptember 1.           | Gottfried John                | német színész | 072 |                 |
| szeptember 1.           | Pándi András                  | könyvkiadó igazgató | 071 |                 |
| szeptember 1. (k. n.)   | Somodi Ferenc                 | Európa-bajnok (1985) ökölvívó                                                                                                 | 058 |                 |

## Augusztus
| Dátum                 | Név                        | Foglalkozás / tisztség                                                              | Kor | Forrás |
| --------------------- | -------------------------- | ----------------------------------------------------------------------------------- | --- | ------ |
| augusztus 31.         | Bura László                | erdélyi magyar pedagógus, magyar nyelvész, pedagógiai szakíró                       | 082 |        |
| augusztus 31.         | Jimi Jamison               | amerikai énekes, zenész, dalszerző (Survivor)                                       | 063 |        |
| augusztus 31.         | Kiss Lajos                 | olimpiai bronzérmes (1956), világbajnoki ezüstérmes (1958) kajakozó                 | 080 |        |
| augusztus 30.         | Igor Decraene              | junior világbajnok belga kerékpárversenyző                                          | 018 |        |
| augusztus 30.         | Dénes Zsolt                | orvos, politikus (Fidesz)                                                           | 052 |        |
| augusztus 30.         | Fila Béla                  | teológus, filozófus                                                                 | 080 |        |
| augusztus 29.         | Pusztai János              | erdélyi magyar író, újságíró                                                        | 080 |        |
| augusztus 29.         | Björn Waldegård            | világbajnok svéd raliversenyző                                                      | 070 |        |
| augusztus 28.         | Bill Kerr                  | dél-afrikai származású ausztrál színész                                             | 092 |        |
| augusztus 28.         | Ottrubay Melinda           | balett-táncos, hercegné                                                             | 094 |        |
| augusztus 28. (k. n.) | Horváth László             | labdarúgó (Rába ETO)                                                                | 061 |        |
| augusztus 27.         | Gabos Gábor                | Liszt Ferenc-díjas zongoraművész                                                    | 084 |        |
| augusztus 27.         | Peret                      | roma származású spanyol énekes, gitáros, zeneszerző                                 | 079 |        |
| augusztus 26.         | Peter Bacon Hales          | amerikai történész, fényképész                                                      | 063 |        |
| augusztus 26.         | Gordos Géza                | Széchenyi-díjas villamosmérnök, egyetemi tanár                                      | 077 |        |
| augusztus 25.         | Dudás László               | Munkácsy-díjas grafikusművész, bélyegtervező                                        | 080 |        |
| augusztus 25. (k. n.) | Csutorás Csaba             | olimpikon rövidtávfutó                                                              | 076 |        |
| augusztus 24.         | Richard Attenborough       | Oscar-díjas brit rendező (Gandhi), színész (A nagy szökés, Jurassic Park), producer | 090 |        |
| augusztus 24.         | Mojzer Miklós              | művészettörténész, a Szépművészeti Múzeum főigazgatója (1989–2004)                  | 082 |        |
| augusztus 24.         | Leonyid Ivanovics Sztadnik | ukrán férfi, a világ legmagasabb embere                                             | 044 |        |
| augusztus 23.         | Annefleur Kalvenhaar       | holland hegyikerékpár-versenyzőnő                                                   | 020 |        |
| augusztus 22.         | David Mathers              | skót labdarúgó                                                                      | 082 |        |
| augusztus 22.         | Roy Andrew Miller          | amerikai nyelvész                                                                   | 089 |        |
| augusztus 22.         | Tim Moorhead               | brit motorversenyző                                                                 | 050 |        |
| augusztus 21.         | Read al Atar               | palesztin katonatiszt (Hamász)                                                      | 040 |        |
| augusztus 21.         | Robert Hansen              | amerikai sorozatgyilkos                                                             | 075 |        |
| augusztus 21.         | Steven Ray Nagel           | amerikai űrhajós, ezredes                                                           | 067 |        |
| augusztus 21.         | Pethő István               | raliversenyző                                                                       | 042 |        |
| augusztus 20.         | Nicolae Balotă             | román esszéista, irodalomkritikus és történész                                      | 089 |        |
| augusztus 20.         | Beck Tamás                 | állami díjas gépészmérnök, politikus, kereskedelmi miniszter (1988–1990)            | 085 |        |
| augusztus 20.         | Dégh Linda                 | amerikai magyar néprajzkutató                                                       | 096 |        |
| augusztus 19.         | Szamíh Al-Qászim           | palesztinai drúz költő                                                              | 075 |        |
| augusztus 19.         | Szimin Behbaháni           | iráni költőnő                                                                       | 087 |        |
| augusztus 19.         | Brian G. Hutton            | amerikai színész, filmrendező (Kelly hősei, Kémek a Sasfészekben)                   | 079 |        |
| augusztus 19.         | James Foley                | amerikai újságíró                                                                   | 040 |        |
| augusztus 19.         | Szűcs István               | politikus, az MDF alapító tagja, országgyűlési képviselő (1990–1992)                | 079 |        |
| augusztus 18.         | Růžena Dostálová           | cseh filológus, történész, irodalomtörténész, bizantológus                          | 090 |        |
| augusztus 18.         | Jim Jeffords               | amerikai politikus, szenátor (Vermont, 1989—2007)                                   | 080 |        |
| augusztus 18.         | Lengyel Levente            | sakkozó, mesteredző                                                                 | 081 |        |
| augusztus 17.         | Wolfgang Leonhard          | német író, történész, egyetemi tanár, hírszerző, politikus                          | 093 |        |
| augusztus 17.         | Pete Zsófia                | énekesnő (Soffi)                                                                    | 033 |        |
| augusztus 17.         | Pierre Vassiliu            | francia énekes, dalszerző, színész                                                  | 076 |        |
| augusztus 16.         | Peter Scholl-Latour        | német író, publicista                                                               | 090 |        |
| augusztus 15.         | Jan Ekier                  | lengyel zongoraművész, zeneszerző                                                   | 100 |        |
| augusztus 15.         | Ferdinando Riva            | svájci labdarúgó                                                                    | 084 |        |
| augusztus 14.         | Ádám Jenő                  | horvátországi magyar politikus, polgármester                                        | 091 |        |
| augusztus 14.         | Gulyás Géza                | válogatott labdarúgó                                                                | 083 |        |
| augusztus 14.         | Javier Guzmán              | mexikói válogatott labdarúgó                                                        | 069 |        |
| augusztus 14.         | Stephen Lee                | amerikai sorozatszínész                                                             | 058 |        |
| augusztus 13.         | Frans Brüggen              | holland furulyaművész                                                               | 079 |        |
| augusztus 13.         | Kurt Tschenscher           | német nemzetközi labdarúgó-játékvezető                                              | 085 |        |
| augusztus 12.         | Lauren Bacall              | Golden Globe-díjas amerikai filmszínésznő                                           | 089 |        |
| augusztus 12.         | Halasi Erzsébet            | erdélyi magyar színésznő                                                            | 073 |        |
| augusztus 12.         | Miguel Pajares             | spanyol misszionárius, a 2014-es nyugat-afrikai Ebola-járvány áldozata              | 075 |        |
| augusztus 12.         | Pális Ferenc               | labdarúgó (Győri Vasas ETO)                                                         | 086 |        |
| augusztus 12.         | Kazimierz Trampisz         | válogatott lengyel labdarúgó                                                        | 085 |        |
| augusztus 12. (k. n.) | Boda László                | teológus, egyetemi tanár                                                            | 084 |        |
| augusztus 11.         | Vladimir Beara             | olimpiai ezüstérmes (1952) jugoszláv labdarúgó                                      | 085 |        |
| augusztus 11.         | Rózsahegyi Marika          | színésznő                                                                           | 081 |        |
| augusztus 11.         | Robin Williams             | Oscar- és Golden Globe-díjas amerikai komikus, színész, rendező, producer           | 063 |        |
| augusztus 10.         | Maria Kolokouri            | görög rockénekesnő (Astarte)                                                        | 037 |        |
| augusztus 10.         | Metaksze (Pogoszján)       | szovjet-örmény költő, műfordító és közszereplő                                      | 087 |        |
| augusztus 10.         | Kathleen Ollerenshaw       | brit matematikus, politikus, Margaret Thatcher tanácsadója                          | 101 |        |
| augusztus 9.          | Andrij Bal                 | szovjet válogatott ukrán labdarúgó                                                  | 056 |        |
| augusztus 9.          | Charles Keating            | Emmy-díjas brit színész (A Thomas Crown-ügy, Több mint testőr)                      | 072 |        |
| augusztus 9.          | Kevin Ward                 | amerikai autóversenyző                                                              | 020 |        |
| augusztus 8.          | Menahem Golan              | izraeli filmrendező, producer                                                       | 085 |        |
| augusztus 8.          | J. J. Murphy               | északír színész (Trónok harca)                                                      | 086 |        |
| augusztus 8.          | Peter Sculthorpe           | ausztrál zeneszerző                                                                 | 085 |        |
| augusztus 7.          | Cristina Deutekom          | holland opera-énekesnő (szoprán)                                                    | 082 |        |
| augusztus 7.          | Orosz Lajos                | politikus, Miskolc alpolgármestere (2002–2010)                                      | 052 |        |
| augusztus 6.          | Bajor Imre                 | színész, humorista                                                                  | 057 |        |
| augusztus 5.          | René Gainville             | magyarországi születésű francia filmrendező, forgatókönyvíró, színész és producer   | 082 |        |
| augusztus 5.          | Janitsek Jenő              | erdélyi magyar nyelvész                                                             | 093 |        |
| augusztus 5.          | Németh Angéla              | olimpiai bajnok (1968) atléta, gerelyhajító                                         | 068 |        |
| augusztus 4.          | James Brady                | amerikai politikus, a Fehér Ház szóvívője, a Reagan elleni merénylet túlélője       | 073 |        |
| augusztus 4.          | Svein Inge Thime           | norvég nemzetközi labdarúgó-játékvezető                                             | 073 |        |
| augusztus 3.          | Christian Frémont          | francia politikus, vezérkari főnök                                                  | 072 |        |
| augusztus 2.          | Wolf-Dieter Ahlenfelder    | német labdarúgó-játékvezető                                                         | 070 |        |
| augusztus 2.          | Eroni Kumana               | Salamon-szigeteki halász, J. F. Kennedy megmentője                                  | 093 |        |
| augusztus 2.          | Fodor Sándor               | orientalista                                                                        | 072 |        |
| augusztus 1.          | Bencze János               | Európa-bajnok (1955) kosárlabdázó                                                   | 079 |        |
| augusztus 1.          | Cseh Szabolcs              | romániai magyar kaszkadőr                                                           | 071 |        |
| augusztus 1.          | Rod de'Ath                 | walesi dobos, többek közt Rory Gallagher dobosa                                     | 064 |        |
| augusztus 1.          | Michael Johns              | ausztrál énekes (American Idol), dalszövegíró                                       | 035 |        |

## Július
| Dátum              | Név                            | Foglalkozás / tisztség                                                                                          | Kor | Forrás |
| ------------------ | ------------------------------ | --- | --- | ------ |
| július             | Csaja Mihály                   | labdarúgó | 060 |        |
| július 31.         | Warren Bennis                  | amerikai közgazdász                                                                                             | 089 |        |
| július 31.         | Berde Botond                   | svájci magyar farmakológus, az MTA külső tagja                                                                  | 095 |        |
| július 31.         | Franciszek Gąsienica Groń      | olimpiai bronzérmes (1956) lengyel síző                                                                         | 082 |        |
| július 31.         | Lárencz László                 | pécsi gyógyszerész, gyógyszerésztörténész                                                                       | 073 |        |
| július 30.         | Jean-Pierre Frizon             | francia Formula–1-es tréner, Romain Grosjean terapeutája                                                        | 0?  |        |
| július 30.         | Peter Hall                     | angol urbanista                                                                                                 | 082 |        |
| július 30.         | Halmi Róbert                   | magyar származású amerikai filmproducer                                                                         | 090 |        |
| július 30.         | Davut Mahszut                  | Kucsa kínai hűbéri királyság utolsó uralkodója                                                                  | 088 |        |
| július 30.         | Manninger Miklós               | tánctanár, koreográfus, a Törekvés Táncegyüttes alapítója és vezetője                                           | 073 |        |
| július 30.         | Surányi Imre                   | színész | 086 |        |
| július 30.         | Dick Wagner                    | amerikai rockzenész, gitáros (Alice Cooper, Lou Reed, The Frost), zeneszerző                                    | 071 |        |
| július 29.         | Sheik Umar Khan                | Sierra Leone-i orvos, virológus, az ebola specialistája                                                         | 039 |        |
| július 29.         | Kiss Péter                     | szocialista politikus, parlamenti képviselő, kancelláriaminiszter                                               | 055 |        |
| július 29.         | Zdeněk Klanica                 | cseh régész, kommunista politikus, képviselő                                                                    | 075 |        |
| július 28.         | Theodore van Kirk              | amerikai világháborús navigátor, az Enola Gay legénységének utolsó élő tagja                                    | 093 |        |
| július 28.         | Ələkbər Məmmədov               | szovjet válogatott azeri labdarúgó, edző                                                                        | 084 |        |
| július 28.         | Vladlen Trosztyanszkij         | olimpiai ezüstérmes (1964) szovjet-ukrán birkózó, edző                                                          | 079 |        |
| július 28.         | Weiss Emília                   | a polgári joggal és a családjoggal foglalkozó jogtudós                                                          | 087 |        |
| július 27.         | Wallace Jones                  | olimpiai bajnok (1948) amerikai kosárlabdázó                                                                    | 088 |        |
| július 27.         | Francesco Marchisano           | olasz bíboros                                                                                                   | 085 |        |
| július 27.         | Mohay András                   | dzsesszzenész, dobos (Budapest Jazz Orchestra)                                                                  | 036 |        |
| július 26.         | Oleh Mejdanovics Babajev       | azeri származású ukrán üzletember és politikus, Kremencsuk polgármestere                                        | 048 |        |
| július 25.         | Bakonyi István                 | labdarúgó, edző, sportvezető (Dorogi FC)                                                                        | 085 |        |
| július 25.         | Carlo Bergonzi                 | olasz operaénekes (tenor)                                                                                       | 090 |        |
| július 25.         | Dobos László                   | Kossuth-díjas szlovákiai magyar író, műkritikus                                                                 | 083 |        |
| július 24.         | Cees Heerschop                 | holland labdarúgó (PSV Eindhoven)                                                                               | 079 |        |
| július 23.         | Asbóth Miklós                  | könyvtáros, történész                                                                                           | 070 |        |
| július 23.         | Borbándi Gyula                 | Széchenyi-díjas magyar író, történész                                                                           | 094 |        |
| július 23.         | Gábor Marianne                 | festőművész, grafikus                                                                                           | 097 |        |
| július 23.         | Kertész Iván                   | zenei szerkesztő, zenekritikus                                                                                  | 084 |        |
| július 23.         | Ariano Suassuna                | brazil író | 087 |        |
| július 22.         | Johann Breyer                  | német-amerikai feltételezett háborús bűnös                                                                      | 089 |        |
| július 21.         | Lettice Curtis                 | brit második világháborús pilóta, mérnök, az első nő négymotoros bombázóban                                     | 099 |        |
| július 20.         | Jemnitz János                  | történész, az MTA Történettudományi Intézetének főmunkatársa                                                    | 083 |        |
| július 20.         | Papp-Kincses Emese             | erdélyi magyar irodalomtörténész, publicista                                                                    | 071 |        |
| július 20.         | Klaus Schmidt                  | német ős- és ókortörténész, régész                                                                              | 060 |        |
| július 19.         | Rubem Alves                    | brazil író, filozófus, teológus                                                                                 | 080 |        |
| július 19.         | Lionel Ferbos                  | amerikai dzsessztrombitás                                                                                       | 103 |        |
| július 19.         | James Garner                   | amerikai színész (A nagy szökés, Maverick)                                                                      | 086 |        |
| július 19.         | Phanna Ritthikraj              | thai kaszkadőr, harckoreográfus, színész, rendező, forgatókönyvíró                                              | 053 |        |
| július 19.         | Tengelyi László                | filozófus, egyetemi tanár                                                                                       | 060 |        |
| július 18.         | Andreas Biermann               | német labdarúgó                                                                                                 | 033 |        |
| július 18.         | Dietmar Schönherr              | osztrák színész (Orion űrhajó), műsorvezető                                                                     | 088 |        |
| július 18.         | Nataša Tanská                  | cseh író, újságíró, drámaíró, forgatókönyvíró, fiatal korában gyermekszínész; szlovák és cseh nyelven írt       | 084 | [ 11 ] |
| július 17.         | Liam Davison                   | ausztrál regényíró                                                                                              | 056 |        |
| július 17.         | Henry Warren Hartsfield        | amerikai űrhajós, a légierő ezredese                                                                            | 080 |        |
| július 17.         | Joep Lange                     | holland orvos, AIDS-kutató                                                                                      | 059 |        |
| július 17.         | William Mulliken               | olimpiai bajnok (1960) amerikai úszó                                                                            | 074 |        |
| július 17.         | Elaine Stritch                 | amerikai színésznő, énekesnő                                                                                    | 089 |        |
| július 17.         | Willem Witteveen               | holland politikus, szenátor                                                                                     | 062 |        |
| július 16.         | Julio Abbadie                  | uruguayi válogatott labdarúgó                                                                                   | 083 |        |
| július 16.         | Karl Albrecht                  | német üzletember, az Aldi alapítója                                                                             | 094 |        |
| július 16.         | Armando Marques                | brazil nemzetközi labdarúgó-játékvezető                                                                         | 084 |        |
| július 16.         | Manfred Wekwerth               | német politikus, filmrendező, író, önéletrajzíró                                                                | 084 |        |
| július 16.         | Johnny Winter                  | háromszoros Grammy-díjas amerikai blues gitáros, énekes és producer                                             | 070 |        |
| július 16.         | Heinz Zemanek                  | osztrák villamosmérnök, informatikus, az MTA tiszteleti tagja                                                   | 094 |        |
| július 15.         | James MacGregor Burns          | Pulitzer-díjas (1971) amerikai történész és politológus                                                         | 095 |        |
| július 15. (k. n.) | Eroszi Kicmarisvili            | grúz médiaszemélyiség, diplomata, nagykövet                                                                     | 049 |        |
| július 14.         | Horacio Troche                 | uruguayi válogatott labdarúgó                                                                                   | 079 |        |
| július 14.         | Zavoda László                  | román válogatott erdélyi magyar labdarúgó                                                                       | 084 |        |
| július 13.         | Thomas Berger                  | amerikai regényíró (Kis nagy ember)                                                                             | 089 |        |
| július 13.         | Nadine Gordimer                | Nobel-díjas dél-afrikai írónő (1991) és politikai aktivista                                                     | 090 |        |
| július 13.         | Lorin Maazel                   | amerikai karmester, hegedűs, zeneszerző                                                                         | 084 |        |
| július 13. (k. n.) | Schiffer Ervin                 | magyar származású brácsaművész, zenepedagógus, egyetemi tanár                                                   | 082 |        |
| július 12.         | Emil Bobu                      | román kommunista politikus, belügyminiszter, munkaügyi miniszter                                                | 087 |        |
| július 12.         | Ladányi Sándor                 | református teológus, levéltáros, egyháztörténész                                                                | 077 |        |
| július 11.         | Charlie Haden                  | amerikai dzsesszzenész (nagybőgős), zeneszerző                                                                  | 076 |        |
| július 11.         | Tommy Ramone                   | magyar származású amerikai zenész, producer                                                                     | 065 |        |
| július 10.         | Cseresznye György              | énekes, a Titkolt Ellenállás énekese                                                                            | 036 |        |
| július 10.         | Korsós Bálint István           | pedagógus, iskolaigazgató, az Országos Református Tanáregyesület elnöke                                         | 055 |        |
| július 10.         | Molnár Csaba                   | sportújságíró                                                                                                   | 051 |        |
| július 9.          | David Azrieli                  | lengyel születésű kanadai-izraeli milliárdos, ingatlanközvetítő, bankár                                         | 092 |        |
| július 8.          | Boross Lajos                   | Kossuth-díjas hegedűművész, prímás, a 100 Tagú Cigányzenekar alapító főprímása                                  | 089 |        |
| július 7.          | Alfredo Di Stéfano             | argentin–spanyol labdarúgó (Real Madrid), edző                                                                  | 088 |        |
| július 7.          | Eduard Sevardnadze             | szovjet-grúz politikus, utolsó szovjet külügyminiszter (1985–1991), Grúzia elnöke (1995–2003)                   | 086 |        |
| július 7.          | Bora Todorović                 | szerb színész (Forró szél)                                                                                      | 083 |        |
| július 6.          | Dave Bickers                   | brit motokrossz-versenyző, kaszkadőr (Polipka)                                                                  | 076 |        |
| július 6.          | Alan J. Dixon                  | amerikai politikus, szenátor (Illinois, 1981–1993)                                                              | 086 |        |
| július 6.          | Neszméri Sándor                | szlovákiai magyar újságíró                                                                                      | 061 |        |
| július 6.          | Zdeněk Pičman                  | olimpiai ezüstérmes (1964) csehszlovák válogatott cseh labdarúgó                                                | 081 |        |
| július 6. (k. n.)  | Dave Legeno                    | brit színész, a Harry Potter-filmek vérfarkasa                                                                  | 050 |        |
| július 5.          | Rosemary Murphy                | Primetime Emmy-díjas német származású amerikai színésznő                                                        | 089 |        |
| július 5.          | Kathy Stobart                  | brit dzsesszzenész, szaxofonos                                                                                  | 089 |        |
| július 4.          | Paul Apted                     | brit hangmérnök (Farkas, Csillagainkban a hiba)                                                                 | 047 |        |
| július 4.          | Val Biro                       | magyar grafikus, illusztrátor, író                                                                              | 092 |        |
| július 4.          | Joó Árpád                      | magyar származású amerikai karmester, zongoraművész                                                             | 066 |        |
| július 3.          | James Harness                  | amerikai televíziós személyiség (Aranyláz Alaszkában)                                                           | 057 |        |
| július 3.          | Jüri Tuulik                    | észt író | 074 |        |
| július 2.          | Enrique Labo Revoredo          | perui labdarúgó-játékvezető                                                                                     | 075 |        |
| július 2.          | Sáray Bertalan                 | katonatiszt, ezredes                                                                                            | 094 |        |
| július 2.          | Paul Wild                      | svájci csillagász, kisbolygókutató                                                                              | 088 | –      |
| július 1.          | Anatolij Mihajlovics Kornyukov | szovjet-orosz katonatiszt, az Orosz Légierő főparancsnoka (1998–2002), a Korean Air 007 lelövésének elrendelője | 072 |        |

## Június
| Dátum      | Név                   | Foglalkozás / tisztség                                                                                    | Kor | Forrás |
| ---------- | --------------------- | --- | --- | ------ |
| június 30. | Álvaro Corcuera       | mexikói római katolikus pap                                                                               | 056 |        |
| június 30. | Paul Mazursky         | amerikai filmrendező, forgatókönyvíró, színész                                                            | 084 |        |
| június 30. | Frank M. Robinson     | amerikai író                                                                                              | 087 |        |
| június 29. | Dermot Healy          | ír író, költő, forgatókönyvíró                                                                            | 066 |        |
| június 28. | Botár Edit            | erdélyi magyar báb- és díszlettervező, textilművész, grafikus, festőművész                                | 084 |        |
| június 28. | Ivanics Tibor         | labdarúgó, edző, sporttörténész                                                                           | 076 |        |
| június 28. | Polster Péter         | kosárlabdázó (ZTE KK)                                                                                     | 048 |        |
| június 28. | Meshach Taylor        | amerikai színész                                                                                          | 067 |        |
| június 27. | Hegyi Imre            | újságíró                                                                                                  | 082 |        |
| június 27. | Bobby Womack          | amerikai soul énekes, dalszerző                                                                           | 070 |        |
| június 26. | Ligyija Alekszejeva   | Európa-bajnok (1950, 1952, 1954, 1956) szovjet-orosz kosárlabdázó, olimpiai, világ- és Európa-bajnok edző | 089 |        |
| június 26. | Howard Baker          | amerikai politikus, szenátor (Tennessee, 1967–1985)                                                       | 088 |        |
| június 25. | Bokor György          | Európa-bajnoki ezüstérmes (1953) kosárlabdázó, edző, sportvezető                                          | 086 |        |
| június 25. | Szabics Magdolna      | olimpiai negyedik helyezett (1980) kosárlabdázó, edző                                                     | 064 |        |
| június 24. | David Taylor          | skót sporttisztviselő, az Európai Labdarúgó-szövetség főtitkára (2007–2009)                               | 060 |        |
| június 24. | Eli Wallach           | amerikai színész (A Jó, a Rossz és a Csúf)                                                                | 098 |        |
| június 23. | Baróti István         | orgonaművész, tanár, az esztergomi bazilika karnagya                                                      | 073 |        |
| június 23. | Małgorzata Braunek    | lengyel színésznő                                                                                         | 067 |        |
| június 23. | Hasznos Miklós        | politikus, országgyűlési képviselő (KDNP)                                                                 | 083 |        |
| június 23. | Kustár Zsuzsa         | iparművész                                                                                                | 071 |        |
| június 22. | Bruno Zumino          | olasz elméleti fizikus (CERN)                                                                             | 091 |        |
| június 21. | Gerry Conlon          | északír író, emberi jogi aktivista                                                                        | 060 |        |
| június 21. | Walter Kieber         | liechtensteini ügyvéd, politikus, miniszterelnök (1974–1978)                                              | 083 |        |
| június 21. | Padisák Mihály        | rádiós újságíró                                                                                           | 084 |        |
| június 20. | Florica Lavric        | olimpiai aranyérmes (1984) román evezős                                                                   | 052 |        |
| június 20. | Szöllősy-Csák Gergely | humorista, a Dumaszínház és a Showder Klub állandó fellépője                                              | 036 |        |
| június 19. | Ibrahim Touré         | elefántcsontparti labdarúgó                                                                               | 028 |        |
| június 18. | Stephanie Kwolek      | amerikai kémikus, a kevlár feltalálója                                                                    | 090 |        |
| június 18. | Vlagyimir Popovkin    | orosz katonatiszt, az Orosz Szövetségi Űrügynökség vezetője (2011–2013)                                   | 056 |        |
| június 18. | Horace Silver         | amerikai dzsesszzongorista, zeneszerző                                                                    | 085 |        |
| június 17. | Jorge Romo            | válogatott mexikói labdarúgó                                                                              | 090 |        |
| június 17. | Roska Tamás           | Széchenyi-díjas villamosmérnök, informatikus, egyetemi tanár, az MTA rendes tagja                         | 073 |        |
| június 16. | Charles Barsotti      | amerikai illusztrátor (The New Yorker)                                                                    | 080 |        |
| június 16. | Bósy Anna             | erdélyi magyar színésznő                                                                                  | 077 |        |
| június 15. | Giancarlo Danova      | olasz labdarúgó, edző                                                                                     | 075 |        |
| június 15. | Casey Kasem           | amerikai színész, szinkronszínész, lemezlovas, zenetörténész, rádiós személyiség                          | 082 |        |
| június 15. | Daniel Keyes          | amerikai író (Virágot Algernonnak)                                                                        | 086 |        |
| június 14. | Gajdos Ágnes          | olimpiai negyedik (1976), Európa-bajnoki ezüstérmes (1975) röplabdázó                                     | 066 |        |
| június 14. | Sam Kelly             | brit színész (Halló, halló!)                                                                              | 070 |        |
| június 14. | Terry Richards        | brit-amerikai kaszkadőr, színész (Az elveszett frigyláda fosztogatói, James Bond-filmek)                  | 081 |        |
| június 14. | Szuromi Pál           | művészeti író, művészetkritikus, esztéta, művészettörténész                                               | 071 |        |
| június 13. | Grosics Gyula         | 1952]]) labdarúgó, a nemzet sportolója                                                                    | 088 |        |
| június 13. | Mezei József          | erdélyi magyar szerkesztő, újságíró, műkritikus, művészettörténész                                        | 075 |        |
| június 12. | Carla Laemmle         | amerikai színész- és táncosnő                                                                             | 104 |        |
| június 12. | de Châtel Rudolf      | orvos, belgyógyász, egyetemi tanár, az MTA doktora                                                        | 075 |        |
| június 12. | Schultheisz Emil      | orvos, belgyógyász, egészségügy-miniszter, egyetemi tanár, orvostörténész                                 | 090 |        |
| június 11. | Ruby Dee              | amerikai színésznő (Amerikai gengszter, Szemet szemért, Dzsungelláz)                                      | 091 |        |
| június 10. | Sebastián Alabanda    | spanyol labdarúgó (Real Betis, Rayo Vallecano, Real Murcia CF)                                            | 063 |        |
| június 9.  | Bernard Agré          | elefántcsontparti bíboros, Abidjan érseke (1994–2006)                                                     | 088 |        |
| június 9.  | Reinhard Höppner      | német matematikus, politikus és irodalmi szerkesztő                                                       | 065 |        |
| június 9.  | Rik Mayall            | brit komikus, író, színész, szinkronszínész                                                               | 056 |        |
| június 9.  | Pünkösti Árpád        | író, újságíró, szociográfus                                                                               | 078 |        |
| június 9.  | Vassné Kovács Emőke   | logopédus, főiskolai tanár                                                                                | 081 |        |
| június 8.  | Alexander Imich       | orosz-lengyel kémikus, parapszichológus, a világ legidősebb férfija                                       | 111 |        |
| június 8.  | Veronica Lazăr        | romániai születésű olasz színésznő (A pokol hét kapuja)                                                   | 075 |        |
| június 7.  | Fernandão             | válogatott brazil labdarúgó                                                                               | 036 |        |
| június 7.  | Jane Gray             | a világ legidősebb skót születésű embere, Ausztrália legidősebb embere                                    | 112 |        |
| június 7.  | Clara Schroth         | olimpiai bronzérmes (1948) amerikai tornász                                                               | 093 |        |
| június 6.  | Darío Barrio          | spanyol tévés mesterszakács                                                                               | 042 |        |
| június 5.  | Don Davis             | amerikai zenész, dalszövegíró, Grammy-díjas producer                                                      | 075 |        |
| június 5.  | Robert Kuwałek        | lengyel történész                                                                                         | 047 |        |
| június 5.  | Johnny Leach          | háromszoros világbajnok brit asztaliteniszező                                                             | 091 |        |
| június 4.  | Neal Arden            | angol színész                                                                                             | 104 |        |
| június 4.  | Hárs Ernő             | [[József Attila-díj\|as költő, műfordító                                                                  | 093 |        |
| június 4.  | Chester Nez           | második világháborús katona, navahó kódbeszélő                                                            | 093 |        |
| június 4.  | Walter Winkler        | német származású lengyel labdarúgó, edző                                                                  | 071 |        |
| június 3.  | Czétényi Piroska      | építészmérnök, műemléki szakértő                                                                          | 079 |        |
| június 3.  | Karl Harris           | brit motorversenyző                                                                                       | 034 |        |
| június 2.  | Gennagyij Guszarov    | szovjet válogatott orosz labdarúgó                                                                        | 077 |        |
| június 2.  | Nyikolaj Hrenkov      | orosz bobversenyző, olimpikon                                                                             | 029 |        |
| június 2.  | Alexander Shulgin     | amerikai biokémikus, farmakológus                                                                         | 088 |        |
| június 1.  | Ivica Brzić           | Európa-bajnoki ezüstérmes (1968) szerb labdarúgó, edző                                                    | 073 |        |
| június 1.  | Ann B. Davis          | amerikai színésznő                                                                                        | 088 |        |
| június 1.  | Brian Farmer          | angol labdarúgó                                                                                           | 080 |        |
| június 1.  | Horváth István        | üzletember, a Dunaferr Dunai Vasmű elnök-vezérigazgatója (1992–2001)                                      | 071 |        |
| június 1.  | Jay Lake              | amerikai sci-fi- és fantasyszerző                                                                         | 049 |        |
| június 1.  | Valentin Mankin       | háromszoros olimpiai bajnok (1968, 1972, 1980) szovjet-ukrán vitorlázó                                    | 075 |        |

## Május
| Dátum             | Név                     | Foglalkozás / tisztség                                                                                  | Kor | Forrás |
| ----------------- | ----------------------- | --- | --- | ------ |
| május 31.         | Bárányiné László Ildikó | orvos, orvosi szakíró, újságíró                                                                         | 076 |        |
| május 31.         | Marinho Chagas          | brazil válogatott labdarúgó                                                                             | 062 |        |
| május 30.         | Henning Carlsen         | dán filmrendező, forgatókönyvíró, producer                                                              | 086 |        |
| május 29.         | Karlheinz Böhm          | osztrák színész                                                                                         | 086 |        |
| május 29.         | Richard Dürr            | svájci labdarúgó                                                                                        | 075 |        |
| május 29. (k. n.) | Köveskuti Lajos         | villamosmérnök                                                                                          | 087 |        |
| május 28.         | Maya Angelou            | amerikai író, költő                                                                                     | 086 |        |
| május 28.         | Pierre Bernard          | francia válogatott labdarúgó                                                                            | 081 |        |
| május 28.         | Malcolm Glazer          | amerikai üzletember, labdarúgóklub-tulajdonos                                                           | 085 |        |
| május 27.         | Domokos Péter           | irodalomtörténész, nyelvész, az MTA doktora                                                             | 078 |        |
| május 27.         | Sztanka Pencseva        | bolgár költőnő                                                                                          | 084 |        |
| május 27.         | Veress D. Csaba         | történész, történelem szakos tanár                                                                      | 080 |        |
| május 26.         | Rudnyánszky Pál         | Magyar Köztársasági Ezüst Érdemkeresztes építészmérnök                                                  | 090 |        |
| május 26.         | Váradi B. László        | erdélyi magyar író, tudományos ismeretterjesztő, erdészeti és vadbiológiai tanulmányok szerzője, vadász | 067 |        |
| május 25.         | Wojciech Jaruzelski     | lengyel tábornok, politikus                                                                             | 090 |        |
| május 25.         | Toaripi Lauti           | tuvalui politikus, miniszterelnök (1975–1978)                                                           | 085 | ?      |
| május 25.         | Bunny Yeager            | amerikai modell, aktmodell, fotográfus                                                                  | 085 |        |
| május 24.         | Mahafarid Amir Khosravi | iráni milliárdos iparos, a 2011-es iráni sikkasztási ügy gyanúsítottja                                  | 045 |        |
| május 24.         | John McCormack          | olimpiai bronzérmes (1956) skót ökölvívó                                                                | 079 |        |
| május 23.         | Aranyosi János          | aneszteziológus főorvos, sebész szakorvos                                                               | 079 | —      |
| május 23.         | Joel Camargo            | világbajnok (1970) brazil labdarúgó                                                                     | 067 |        |
| május 23.         | László Emőke            | művészettörténész                                                                                       | 0?  |        |
| május 22.         | Gedővári Imre           | olimpiai bajnok kardvívó (1988)                                                                         | 062 |        |
| május 22.         | Polgár Rózsa            | Kossuth-díjas textilművész, gobelinművész                                                               | 077 |        |
| május 21.         | Duncan Cole             | új-zélandi válogatott labdarúgó                                                                         | 055 |        |
| május 21.         | Martin Lister           | angol billentyűs (Alphaville)                                                                           | 052 |        |
| május 21.         | Jaime Lusinchi          | venezuelai politikus, Venezuela elnöke (1984–1989)                                                      | 089 |        |
| május 20.         | Osvát Katalin           | újságíró, olvasószerkesztő (Nők Lapja)                                                                  | 087 |        |
| május 19.         | Simon Andrews           | brit motorversenyző                                                                                     | 029 |        |
| május 19.         | Jack Brabham            | ausztrál autóversenyző, háromszoros (1959, 1960, 1966) Formula–1-es világbajnok                         | 088 |        |
| május 19.         | Zbigniew Pietrzykowski  | olimpiai ezüst- (1960) és bronzérmes (1956, 1964) lengyel ökölvívó                                      | 079 |        |
| május 18.         | Mudura Sándor           | romániai magyar üzletember                                                                              | 074 |        |
| május 18.         | Wubbo Johannes Ockels   | holland nukleáris fizikus, az első holland űrhajós                                                      | 068 |        |
| május 18.         | Gordon Willis           | amerikai operatőr (Keresztapa-trilógia, Annie Hall, Manhattan, Belső terek)                             | 082 |        |
| május 17.         | Buday-Sántha Attila     | agrármérnök, egyetemi oktató                                                                            | 072 |        |
| május 17.         | Gerald M. Edelman       | Nobel-díjas amerikai immunológus, neurobiológus                                                         | 084 |        |
| május 17.         | Márity János            | atléta, gátfutó, gerelyhajító, tízpróbázó                                                               | 072 |        |
| május 17.         | Ána Polátu              | világbajnok, olimpiai bronzérmes (2000) görög ritmikus gimnasztikázó                                    | 030 |        |
| május 17.         | Pándy Lajos             | Jászai Mari-díjas színész                                                                               | 092 |        |
| május 16.         | Andor Éva               | Liszt Ferenc-díjas operaénekes, főiskolai tanár                                                         | 074 |        |
| május 16.         | Hári László             | labdarúgó, edző                                                                                         | 083 |        |
| május 16.         | Nikola Gjuzelev         | bolgár operaénekes                                                                                      | 077 |        |
| május 16.         | Viktor Szuhodrev        | szovjet-orosz tolmács, több szovjet és orosz vezető (Hruscsov, Brezsnyev, Gorbacsov) „angol hangja”     | 081 |        |
| május 15.         | Jean-Luc Dehaene        | belga politikus, Belgium miniszterelnöke (1992-1999)                                                    | 073 |        |
| május 15.         | Hoós János              | közgazdász, statisztikus, egyetemi tanár                                                                | 076 | ?      |
| május 15.         | Szécsényi Ferenc        | Kossuth-díjas operatőr                                                                                  | 092 |        |
| május 15.         | Szekeres László         | irodalomtörténész                                                                                       | 086 |        |
| május 14.         | Hornicsek László        | Kossuth-díjas belsőépítész, formatervező                                                                | 091 |        |
| május 14.         | Gisela Kessler          | német politikus és szakszervezeti alkalmazott                                                           | 078 |        |
| május 14.         | Stephen Sutton          | brit blogger, jótékonysági aktivista                                                                    | 019 |        |
| május 14.         | Széphelyi F. György     | művészettörténész                                                                                       | 065 |        |
| május 13.         | Malik Bendjelloul       | Oscar-díjas svéd dokumentum-filmrendező (Searching for Sugar Man)                                       | 036 |        |
| május 13.         | Camille Lepage          | francia fotóriporter                                                                                    | 026 |        |
| május 12.         | Cornell Borchers        | német színésznő                                                                                         | 089 |        |
| május 12.         | H. R. Giger             | svájci szürrealista művész                                                                              | 074 |        |
| május 12.         | Ľudovít Lehen           | szlovák festő, szobrász és sakkfeladványszerző                                                          | 088 |        |
| május 12.         | Orosz Pál               | olimpiai (1960) bronzérmes labdarúgó                                                                    | 080 |        |
| május 11.         | Ed Gagliardi            | amerikai basszusgitáros (Foreigner)                                                                     | 062 |        |
| május 11.         | Martin Špegelj          | horvát tábornok, hadügyminiszter                                                                        | 086 |        |
| május 10.         | Yeso Amalfi             | brazil labdarúgó (Olympique de Marseille)                                                               | 088 |        |
| május 10.         | Nash the Slash          | kanadai progresszív rock-zenész, elektromos hangszereken játszott                                       | 066 |        |
| május 9.          | Kárpáti József          | orgonaművész                                                                                            | 084 |        |
| május 9.          | Harlan Mathews          | amerikai politikus, szenátor (Tennessee, 1993–1994)                                                     | 087 |        |
| május 8.          | Yago Lamela             | világbajnoki ezüstérmes (1999 és 1999 és 2003) spanyol távolugró                                        | 036 |        |
| május 7.          | Tony Genaro             | amerikai színész (Ahová lépek, szörny terem)                                                            | 072 |        |
| május 7.          | Gera Mihály             | újságíró, fotográfiai szakíró, kép- és tördelőszerkesztő                                                | 082 |        |
| május 7.          | Wilbur Rakestraw        | amerikai NASCAR autóversenyző                                                                           | 085 |        |
| május 7.          | Szentirmai Zoltán       | Munkácsy-díjas magyar szobrász- és éremművész, pedagógus                                                | 072 |        |
| május 7. (k. n.)  | Marjai József           | politikus, nyugalmazott miniszterelnök-helyettes                                                        | 090 |        |
| május 6.          | Jimmy Ellis             | amerikai ökölvívó, a WBA nehézsúlyú világbajnoka                                                        | 074 |        |
| május 5.          | Cserjés István          | labdarúgó (Honvéd)                                                                                      | 087 |        |
| május 5.          | Major István            | háromszoros fedett pályás Európa-bajnok atléta, magasugró                                               | 064 |        |
| május 4.          | Elena Baltacha          | ukrán származású brit hivatásos teniszező                                                               | 030 |        |
| május 4.          | Neuwirth Magdolna       | neurológus főorvos                                                                                      | 074 |        |
| május 4.          | Al Pease                | kanadai autóversenyző                                                                                   | 092 |        |
| május 4.          | Tony Settember          | amerikai autóversenyző                                                                                  | 087 |        |
| május 4.          | Tatyjana Szamojlova     | szovjet-orosz színésznő                                                                                 | 080 |        |
| május 3.          | Gary Becker             | Nobel-díjas amerikai közgazdász                                                                         | 083 |        |
| május 3.          | Danka Imre              | válogatott labdarúgó                                                                                    | 083 |        |
| május 3. (k. n.)  | Takács János            | közgazdász, Nagykanizsa díszpolgára                                                                     | 082 |        |
| május 2.          | Fülöp Valter            | rendőr dandártábornok                                                                                   | 041 |        |
| május 2.          | Andrej Kornyejev        | olimpiai bronzérmes (1996), háromszoros Európa-bajnok orosz úszó                                        | 040 |        |
| május 2.          | Žarko Petan             | szlovén író, költő, rendező, aforizma-gyűjtő                                                            | 085 |        |
| május 2.          | Nigel Stepney           | brit Formula–1-es mérnök (Benetton Formula, Scuderia Ferrari)                                           | 055 |        |
| május 1.          | Georg Stollenwerk       | német labdarúgó, edző (1. FC Köln)                                                                      | 083 |        |

## Április
| Dátum       | Név                      | Foglalkozás / tisztség                                                         | Kor | Forrás |
| ----------- | ------------------------ | ------------------------------------------------------------------------------ | --- | ------ |
| április 30. | Chris Harris             | brit színész, író, rendező                                                     | 071 |        |
| április 29. | Iveta Bartošová          | cseh énekesnő                                                                  | 048 |        |
| április 29. | Paul Goddard             | amerikai rockzenész (Atlanta Rhythm Section)                                   | 068 |        |
| április 29. | Bob Hoskins              | Golden Globe-díjas és Oscar-díjra jelölt angol színész                         | 071 |        |
| április 28. | Bogsch Ilma              | a Fővárosi Állat- és Növénykert főigazgatója                                   | 072 |        |
| április 27. | Vujadin Boškov           | olimpiai ezüstérmes (1956) jugoszláv labdarúgó, edző (Real Madrid, válogatott) | 082 |        |
| április 27. | Buffó Rigó Sándor        | a 100 Tagú Cigányzenekar elnöke                                                | 065 |        |
| április 27. | Vadászi András           | metodista lelkész                                                              | 081 |        |
| április 27. | Marsden Wagner           | amerikai (kaliforniai) perinatológus és perinatális epidemológus               | 084 |        |
| április 26. | DJ Rashad                | amerikai lemezlovas, a footwork stílus megteremtője                            | 034 |        |
| április 25. | Tito Vilanova            | spanyol labdarúgó és edző (FC Barcelona)                                       | 045 |        |
| április 25. | Stefanie Zweig           | német írónő                                                                    | 081 |        |
| április 24. | Hans Hollein             | osztrák építész                                                                | 080 |        |
| április 24. | Sandy Jardine            | skót válogatott labdarúgó                                                      | 065 |        |
| április 24. | Michel Lang              | francia filmrendező (Széplány ajándékba, Kebelbarátok)                         | 074 |        |
| április 24. | Tadeusz Różewicz         | lengyel író, költő                                                             | 092 |        |
| április 23. | Aoki Józó                | japán válogatott labdarúgó                                                     | 085 |        |
| április 23. | Fekete Tibor             | Jászai Mari-díjas színművész                                                   | 087 |        |
| április 23. | Göndör Klára             | színésznő                                                                      | 092 |        |
| április 23. | Mark Shand               | brit aktivista, a brit trónörökös sógora                                       | 062 |        |
| április 23. | Tabák András             | író                                                                            | 075 |        |
| április 22. | Burián László            | csehszlovákiai magyar katolikus pap                                            | 091 |        |
| április 22. | Gál Mária                | válogatott röplabdázó                                                          | 068 |        |
| április 22. | Komlóssy Erzsébet        | Kossuth-díjas opera-énekesnő                                                   | 080 |        |
| április 21. | Ladislav Hlaváček        | cseh labdarúgó                                                                 | 088 |        |
| április 21. | Pintér József            | vállalkozó                                                                     | 070 |        |
| április 21. | Win Tin                  | burmai politikus, újságíró                                                     | 084 |        |
| április 20. | Rubin Carter             | amerikai középsúlyú ökölvívó                                                   | 076 |        |
| április 19. | Mimi Kok                 | holland színésznő                                                              | 080 |        |
| április 19. | Nádasdy Lajos            | református lelkész, helytörténész, szakíró                                     | 101 |        |
| április 18. | Dylan Tombides           | ausztrál labdarúgó (West Ham)                                                  | 020 |        |
| április 17. | Gabriel García Márquez   | Nobel-díjas kolumbiai író                                                      | 087 |        |
| április 17. | Tóth József              | urológus, a magyarországi gyermekurológiai ellátás megalapítója                | 089 |        |
| április 16. | Kerekes Gábor            | Balázs Béla-díjas fotográfus, fotóművész                                       | 068 |        |
| április 15. | Ladislav Ballek          | szlovák író, szerkesztő, főiskolai tanár, Szlovákia prágai nagykövete          | 073 |        |
| április 15. | John Houbolt             | amerikai repülőmérnök, a Holdkomp ötletének felvetője és kidolgozója           | 095 |        |
| április 15. | István Attila            | pedagógus, óvodapedagógus                                                      | 053 |        |
| április 15. | Kolár Endre              | válogatott labdarúgó (Újpesti Dózsa)                                           | 064 |        |
| április 14. | Nina Cassian             | román költő, fordító, újságíró, zongoraművész, zeneszerző és filmkritikus      | 089 |        |
| április 14. | Karl-Heinz Euling        | német SS tiszt, Hauptsturmführer, Lovagkereszt-tulajdonos                      | 094 |        |
| április 14. | Hulé Éva                 | médiaszereplő                                                                  | 057 |        |
| április 14. | Lang Elemér              | kosárlabdázó, sportvezető                                                      | 080 |        |
| április 14. | Armando Peraza           | havannai születésű ütőhangszeres                                               | 089 |        |
| április 13. | Ernesto Laclau           | argentin politikai teoretikus, posztmarxista politológus, filozófus            | 078 |        |
| április 13. | Rafał Sznajder           | lengyel olimpikon (1996, 2000, 2004) vívó                                      | 041 |        |
| április 12. | Billy Standridge         | amerikai NASCAR autóversenyző, csapattulajdonos                                | 060 |        |
| április 11. | Michelberger Pál         | Széchenyi-díjas gépészmérnök, egyetemi tanár, az MTA alelnöke (1993–1999)      | 084 |        |
| április 11. | Jesse Winchester         | amerikai zenész, zeneszerző                                                    | 069 |        |
| április 10. | Emődi Imre               | tűzzománc-készítő                                                              | 060 |        |
| április 10. | Felkai László            | olimpiai bajnok (1964) vízilabdázó                                             | 073 |        |
| április 10. | Ján Hirka                | szlovák görögkatolikus pap, eperjesi püspök                                    | 090 |        |
| április 10. | Sue Townsend             | brit írónő                                                                     | 068 |        |
| április 9.  | Ferdinando Terruzzi      | olimpiai bajnok (1948) olasz kerékpárversenyző                                 | 090 |        |
| április 8.  | Benkő Károly             | újságíró                                                                       | 091 |        |
| április 8.  | III. Emmanuel Delly      | káld pátriárka, a káld katolikus egyház vezetője (2003–2012)                   | 086 |        |
| április 8.  | Sümegi Zoltán            | politikus, Tolna polgármestere (2006–2014)                                     | 051 |        |
| április 7.  | Peaches Geldof           | brit író, műsorvezető, modell                                                  | 025 |        |
| április 7.  | Henni Géza               | válogatott labdarúgó (FTC), edző                                               | 087 |        |
| április 7.  | Nagy Arisztid            | romániai magyar földrajztudós, egyetemi tanár                                  | 086 |        |
| április 7.  | Josep Maria Subirachs    | katalán szobrász és festő, a Szenvedés kapujának alkotója                      | 087 |        |
| április 6.  | Angyalföldi Szabó Zoltán | Munkácsy Mihály-díjas festőművész                                              | 085 |        |
| április 6.  | Cseke Sándor             | aranytollas újságíró                                                           | 069 |        |
| április 6.  | Juhász Júlia             | aranytollas újságíró                                                           | 093 |        |
| április 6.  | Kovács Erzsi             | énekesnő, előadóművész                                                         | 085 |        |
| április 6.  | Roland Racine            | svájci nemzetközi labdarúgó-játékvezető                                        | 085 |        |
| április 6.  | Mickey Rooney            | amerikai filmszínész                                                           | 093 |        |
| április 5.  | Peter Matthiessen        | amerikai író, felfedező, természettudós                                        | 086 |        |
| április 5.  | John Pinette             | amerikai színész (Parker Lewis sohasem veszít, Junior)                         | 050 |        |
| április 4.  | Kumba Ialá               | bissau-guineai politikus, államfő (2000–2003)                                  | 061 |        |
| április 4.  | Anja Niedringhaus        | Pulitzer-díjas német fotóriporter                                              | 048 |        |
| április 4.  | Szabó Gyula              | Kossuth-díjas színművész, a nemzet színésze                                    | 083 |        |
| április 3.  | Nikolényi István         | újságíró, dramaturg, színházigazgató                                           | 072 |        |
| április 3.  | Tommy Lynn Sells         | amerikai sorozatgyilkos                                                        | 049 |        |
| április 2.  | Boross Imre              | Aranytoll-díjas újságíró, ügyvéd, politikus                                    | 087 |        |
| április 2.  | Urs Widmer               | svájci író                                                                     | 075 |        |
| április 1.  | Hegyi-Füstös István      | református lelkipásztor, író, szerkesztő                                       | 094 |        |
| április 1.  | Jacques Le Goff          | francia középkortörténész                                                      | 090 |        |

## Március
| Dátum               | Név                           | Foglalkozás / tisztség                                                                                      | Kor | Forrás |
| ------------------- | ----------------------------- | --- | --- | ------ |
| március 31.         | Frankie Knuckles              | amerikai lemezlovas, producer                                                                               | 059 |        |
| március 30.         | Lovas István                  | fizikus, az MTA tagja                                                                                       | 082 |        |
| március 29.         | Marc Platt                    | amerikai balett-táncos, színész                                                                             | 100 |        |
| március 29.         | Ruth A. M. Schmidt            | amerikai geológus, őslénykutató                                                                             | 097 |        |
| március 29.         | Telegdi Magda                 | erdélyi magyar elbeszélő, műfordító, Veress Zoltán felesége                                                 | 076 |        |
| március 29.         | Birgitta Valberg              | svéd színésznő                                                                                              | 097 |        |
| március 28.         | Jeremiah Denton               | amerikai politikus, szenátor (Alabama, 1981–1987)                                                           | 089 |        |
| március 28.         | Lorenzo Semple                | forgatókönyvíró (A Keselyű három napja, Pillangó)                                                           | 091 |        |
| március 28.         | Szabó Lajos                   | állatorvos, lótenyésztő, országgyűlési képviselő                                                            | 081 |        |
| március 28.         | Vezér Éva                     | médiamenedzser                                                                                              | 056 |        |
| március 27.         | Augustin Deleanu              | válogatott román labdarúgó (Dinamo București)                                                               | 069 |        |
| március 27.         | James R. Schlesinger          | a CIA igazgatója, amerikai hadügy- és energiaügyi miniszter                                                 | 085 |        |
| március 26.         | Raymond Hild                  | francia labdarúgó                                                                                           | 079 |        |
| március 25.         | Lode Wouters                  | belga olimpikon (1948) kerékpárversenyző                                                                    | 084 |        |
| március 24.         | Rodney Wilkes                 | olimpiai ezüst- és bronzérmes (1948, 1952) trinidadi súlyemelő                                              | 089 |        |
| március 24. (k. n.) | Varga János                   | labdarúgó (Haladás)                                                                                         | 085 |        |
| március 23.         | Carmelo Bossi                 | olimpiai ezüstérmes (1960) olasz ökölvívó                                                                   | 074 |        |
| március 23.         | Adolfo Suárez                 | Spanyolország miniszterelnöke (1976–1981)                                                                   | 081 |        |
| március 22.         | Thomas Polgar                 | magyar származású CIA hírszerző                                                                             | 091 |        |
| március 22.         | Patrice Wymore                | amerikai színésznő (A dicső tizenegy)                                                                       | 087 |        |
| március 21.         | Kovács Ákos                   | néprajztudós                                                                                                | 070 |        |
| március 21.         | James Rebhorn                 | amerikai színész (Egy asszony illata, Játsz/ma, A függetlenség napja)                                       | 065 |        |
| március 20.         | Hilderaldo Bellini            | kétszeres világbajnok (1958, 1962) brazil labdarúgó                                                         | 083 |        |
| március 20.         | Kolozsvári Grandpierre Károly | festőművész, költő                                                                                          | 064 |        |
| március 20.         | Szakács Eszter                | Jászai Mari-díjas színésznő                                                                                 | 072 |        |
| március 20.         | Welsz Tamás                   | vállalkozó                                                                                                  | 041 |        |
| március 19.         | Hudák János                   | sportvezető, a Magyar Jégkorongszövetség elnöke                                                             | 073 |        |
| március 19.         | Enrique Ribelles              | spanyol labdarúgó                                                                                           | 080 |        |
| március 19.         | Szőke László                  | labdarúgó                                                                                                   | 083 |        |
| március 18.         | Monostori Tivadar             | válogatott labdarúgó, edző                                                                                  | 077 |        |
| március 18.         | Doku Umarov                   | csecsen iszlamista parancsnok, terrorista vezér                                                             | 049 |        |
| március 17.         | L'Wren Scott                  | amerikai divattervező, modell                                                                               | 049 |        |
| március 16.         | Dzintars Krišjānis            | olimpiai ezüstérmes (1980) szovjet-lett evezős                                                              | 055 |        |
| március 16.         | Mitch Leigh                   | amerikai zeneszerző                                                                                         | 086 |        |
| március 16.         | Mongo Stojka                  | roma származású osztrák zenész, író                                                                         | 084 |        |
| március 16.         | Szőnyi Zsuzsa                 | újságíró | 089 |        |
| március 15.         | Scott Asheton                 | amerikai dobos (The Stooges)                                                                                | 064 |        |
| március 15.         | David Brenner                 | amerikai komikus, színész, író                                                                              | 078 |        |
| március 15.         | Jürgen Kurbjuhn               | nyugatnémet válogatott német labdarúgó                                                                      | 073 |        |
| március 15.         | Sam Lacey                     | amerikai kosárlabdázó                                                                                       | 066 |        |
| március 15.         | Mikó Sándor                   | kétszeres Munkácsy Mihály-díjas belsőépítész, iparművész                                                    | 086 |        |
| március 15.         | Takács Tibor                  | költő | 086 |        |
| március 15.         | Clarissa Dickson Wright       | brit televíziós szakács (Két duci hölgy)                                                                    | 066 |        |
| március 14.         | Tony Benn                     | brit politikus, parlamenti képviselő, miniszter (1966–70, 1974–79)                                          | 088 |        |
| március 14.         | Bob Thomas                    | amerikai újságíró, 66 Oscar-gála tudósítója                                                                 | 092 |        |
| március 14.         | Manuel Torres                 | BEK-győztes spanyol labdarúgó                                                                               | 083 |        |
| március 13.         | Ahmad Tejan Kabbah            | Sierra Leone-i politikus, elnök (1996–1997, 1998–2007)                                                      | 082 |        |
| március 13.         | Petar Miloševski              | válogatott macedón labdarúgó                                                                                | 040 |        |
| március 13.         | Hendrik Weerink               | holland labdarúgó-játékvezető                                                                               | 077 |        |
| március 12.         | Věra Chytilová                | cseh filmrendező                                                                                            | 085 |        |
| március 12.         | René Llense                   | francia labdarúgó                                                                                           | 100 |        |
| március 12.         | Zoja Rudnova                  | világbajnok szovjet-orosz asztaliteniszező                                                                  | 067 |        |
| március 12.         | Jean Vallée                   | belga énekes                                                                                                | 072 |        |
| március 11.         | Len Buckeridge                | ausztrál milliárdos üzletember, cégalapító (Buckeridge Group of Companies)                                  | 077 |        |
| március 11.         | Németh György                 | orvos, onkoradiológus, onkológus                                                                            | 078 |        |
| március 11.         | Vermes Gábor                  | történész                                                                                                   | 080 |        |
| március 10.         | Heinz Bäni                    | svájci válogatott labdarúgó                                                                                 | 077 |        |
| március 10.         | Déry Gabriella                | Kossuth- és Liszt Ferenc-díjas opera-énekesnő                                                               | 080 |        |
| március 10.         | Horváth Rezső                 | karnagy, főiskolai tanár                                                                                    | 075 |        |
| március 10.         | Georges Lamia                 | válogatott francia labdarúgó                                                                                | 080 |        |
| március 9.          | Nazario Moreno González       | mexikói drogbáró                                                                                            | 044 |        |
| március 8.          | William Guarnere              | amerikai második világháborús veterán                                                                       | 090 |        |
| március 8.          | Jevgenyij Kraszilnyikov       | olimpiai ezüstérmes (1988) szovjet-orosz röplabdázó                                                         | 048 |        |
| március 8.          | Schmidt Gábor                 | magyar kertészmérnök, növénynemesítő                                                                        | 070 |        |
| március 8.          | Mikolás Tibor                 | Széchenyi-díjas építész, egyetemi tanár                                                                     | 089 |        |
| március 7.          | Balogh István                 | súlyemelő                                                                                                   | 080 |        |
| március 7.          | Anatolij Kuznyecov            | orosz színész (A sivatag fehér napja)                                                                       | 083 |        |
| március 7.          | Nádas Tamás                   | műrepülő világbajnok                                                                                        | 044 |        |
| március 6.          | Haller Zoltán                 | ügyvéd, országgyűlési képviselő                                                                             | 051 |        |
| március 6.          | Barbro Kollberg               | svéd színésznő                                                                                              | 096 |        |
| március 6. (k. n.)  | Lőrincz Lehel                 | romániai magyar szobrász                                                                                    | 080 |        |
| március 5.          | Leopoldo María Panero         | spanyol költő                                                                                               | 065 |        |
| március 5.          | Gosztonyi János               | Jászai Mari-díjas színész, rendező                                                                          | 087 |        |
| március 4.          | Fekete László                 | válogatott labdarúgó                                                                                        | 059 |        |
| március 4.          | Vu Tien-ming                  | kínai filmrendező, producer                                                                                 | 074 |        |
| március 4.          | Hacser Józsa                  | Jászai Mari-díjas színésznő                                                                                 | 082 |        |
| március 3.          | Sherwin B. Nuland             | amerikai orvosetikus, sebész, Nemzeti Könyvdíjas író                                                        | 083 |        |
| március 3.          | William Reid Pogue            | amerikai vadászpilóta, űrhajós                                                                              | 084 |        |
| március 3.          | Szebellédi István             | közgazdász, címzetes főiskolai docens, jogász, a Magyar Könyvvizsgálói Kamara Fővárosi Szervezetének elnöke | 061 |        |
| március 3.          | Verő Gábor                    | levéltáros, az Új Magyar Központi Levéltár főigazgatója (1979–1989)                                         | 089 |        |
| március 2.          | Justin Kaplan                 | Pulitzer-díjas amerikai író                                                                                 | 088 |        |
| március 1.          | Alain Resnais                 | francia filmrendező                                                                                         | 091 |        |
| március 1.          | Z. Horváth Gyula              | dalszövegíró, zeneszerző, gépészmérnök, egyetemi tanár, intézetvezető                                       | 087 | ?      |

## Február
| Dátum       | Név                        | Foglalkozás / tisztség                                                                                            | Kor | Forrás |
| ----------- | -------------------------- | --- | --- | ------ |
| február 28. | Joseph Franciscus Dorpmans | holland nemzetközi labdarúgó-játékvezető                                                                          | 088 |        |
| február 28. | Mado Micsio                | japán költő | 104 |        |
| február 27. | Aaron Allston              | amerikai játéktervező, sci-fi-író                                                                                 | 053 |        |
| február 27. | Jan Hoet                   | belga művészettörténész, kurátor                                                                                  | 077 |        |
| február 27. | Mandl Ernő                 | vitorlázó repülő, repülő, berepülőpilóta                                                                          | 089 | ?      |
| február 27. | Huber Matos                | emigráns kubai aktivista, író                                                                                     | 095 |        |
| február 26. | Fjodor Burlackij           | orosz politológus                                                                                                 | 087 |        |
| február 26. | Novák Dezső                | kétszeres olimpiai bajnok (1964, 1968) labdarúgó, edző                                                            | 075 |        |
| február 25. | Günther Brennecke          | olimpiai bronzérmes (1956) német gyeplabdázó                                                                      | 087 |        |
| február 25. | Jürgen Brümmer             | német tornász olimpikon (1988)                                                                                    | 049 |        |
| február 25. | Antonio Cermeño            | kétszeres világbajnok venezuelai profi ökölvívó                                                                   | 045 |        |
| február 25. | Mário Coluna               | világbajnoki bronzérmes (1966) portugál labdarúgó                                                                 | 078 |        |
| február 25. | Dömény László              | műugró | 092 |        |
| február 25. | Quentin Elias              | francia énekes, színész, modell, pornószínész                                                                     | 039 |        |
| február 25. | Paco de Lucía              | spanyol flamencogitáros                                                                                           | 066 |        |
| február 25. | Günter Reisch              | német (NDK) filmrendező, forgatókönyvíró                                                                          | 086 | [ 15 ] |
| február 25. | Szelle Kornél              | agrármérnök, a Magyar Lovas Turisztikai Szövetség alelnöke                                                        | 059 |        |
| február 24. | Harold Ramis               | amerikai filmrendező (Idétlen időkig), színész (Szellemirtók), forgatókönyvíró                                    | 069 |        |
| február 23. | Carla Accardi              | olasz festőművész                                                                                                 | 089 |        |
| február 23. | Alice Herz-Sommer          | csehországi zsidó származású zongoraművész, zenetanár, a világ legidősebb holokauszttúlélője                      | 110 |        |
| február 23. | Szabó Bogár Imre           | költő, tanár | 070 |        |
| február 22. | Csala Zsuzsa               | Jászai Mari-díjas színésznő                                                                                       | 080 |        |
| február 22. | Korom Mihály               | történész, egyetemi tanár, az Új Magyar Központi Levéltár főigazgatója (1975–1978)                                | 085 |        |
| február 22. | Nagy Iván                  | balettművész | 070 |        |
| február 21. | Đoko Rosić                 | szerb származású bolgár színész                                                                                   | 081 |        |
| február 20. | Berényi Gábor              | Jászai Mari-díjas rendező, színházigazgató                                                                        | 086 |        |
| február 20. | Tavaszi Katalin            | világbajnoki bronzérmes (1975) kézilabdázó                                                                        | 0?  |        |
| február 20. | Walter Gábor               | Holló László-díjas festőművész                                                                                    | 051 |        |
| február 19. | Balogh Balázs András       | roma festőművész                                                                                                  | 073 |        |
| február 19. | Antonio Benítez            | válogatott spanyol labdarúgó (Real Betis)                                                                         | 063 |        |
| február 19. | Kresten Bjerre             | válogatott dán labdarúgó                                                                                          | 067 |        |
| február 19. | Borbély Szilárd            | József Attila-díjas költő, író, irodalomtörténész                                                                 | 050 |        |
| február 19. | Génesis Carmona            | venezuelai szépségkirálynő                                                                                        | 022 |        |
| február 19. | Dale Allan Gardner         | amerikai tesztpilóta, űrhajós                                                                                     | 065 |        |
| február 19. | Valerij Kubaszov           | szovjet űrhajós                                                                                                   | 079 |        |
| február 19. | Olsvai Imre                | népzenekutató, zeneszerző                                                                                         | 082 |        |
| február 18. | Kristof Goddaert           | belga kerékpárversenyző                                                                                           | 027 |        |
| február 18. | Margarita Stāraste         | lett író és könyvillusztrátor                                                                                     | 100 |        |
| február 18. | Maria Franziska von Trapp  | osztrák születésű amerikai énekes                                                                                 | 099 |        |
| február 17. | Bob Casale                 | amerikai gitáros (Devo)                                                                                           | 061 |        |
| február 17. | Király Ferenc              | sportújságíró | 076 |        |
| február 17. | Perecsi Tibor              | labdarúgó (Ferencvárosi TC)                                                                                       | 072 |        |
| február 16. | Bereczki Károly            | újságíró | 065 |        |
| február 16. | Bíró Gáspár                | politológus, egyetemi tanár                                                                                       | 055 |        |
| február 16. | Gert Krawinkel             | német zenész, gitáros (Trio)                                                                                      | 066 |        |
| február 16. | Lazar Lemić                | jugoszláv válogatott bosnyák labdarúgó, olimpikon                                                                 | 076 |        |
| február 16. | Ungváry Ildikó             | rádióbemondó, szerkesztő-riporter                                                                                 | 071 |        |
| február 15. | Herbert Blöcker            | olimpiai ezüstérmes (1992) német lovas                                                                            | 071 |        |
| február 15. | Gyarmati Fanni             | Radnóti Miklós özvegye, hagyatékának gondozója                                                                    | 101 |        |
| február 15. | Kopetti Tamás              | politikus (Jobbik), önkormányzati és megyei közgyűlési képviselő                                                  | 047 |        |
| február 15. | Enjo Valcsev               | olimpiai bajnok (1964) bolgár birkózó                                                                             | 078 |        |
| február 15. | Zsigmondy Dénes            | hegedűművész, zenepedagógus                                                                                       | 091 |        |
| február 14. | Remo Capitani              | olasz színész (Isten megbocsát, én nem; Az ördög jobb és bal keze)                                                | 086 |        |
| február 14. | Tom Finney                 | válogatott angol labdarúgó (Preston North End)                                                                    | 091 |        |
| február 14. | Herpai Sándor              | rock-, jazz- és folkdobos (V’Moto-Rock, Barbaro)                                                                  | 060 |        |
| február 13. | Piero D’Inzeo              | Európa-bajnok (1959), olimpiai ezüstérmes (1956, 1960) olasz díjugrató                                            | 090 |        |
| február 13. | Charles J. Fillmore        | amerikai nyelvész                                                                                                 | 084 |        |
| február 13. | Jimmy Jones                | válogatott északír labdarúgó                                                                                      | 085 |        |
| február 13. | Richard Møller Nielsen     | válogatott dán labdarúgó, edző                                                                                    | 076 |        |
| február 13. | Zbigniew Romaszewski       | lengyel politikus                                                                                                 | 074 |        |
| február 13. | Ralph Waite                | amerikai színész (Cliffhanger – Függő játszma)                                                                    | 085 |        |
| február 12. | Sid Caesar                 | amerikai komikus, színész                                                                                         | 091 |        |
| február 12. | Diarmuid Downs             | brit gépészmérnök, az MTA tiszteleti tagja                                                                        | 091 |        |
| február 12. | Maggie Estep               | amerikai költő, író, zenész                                                                                       | 050 |        |
| február 12. | Theodor Kleine             | olimpiai ezüstérmes (1956) német kajakozó                                                                         | 089 |        |
| február 12. | Josef Röhrig               | nyugatnémet válogatott német labdarúgó (1. FC Köln)                                                               | 088 |        |
| február 11. | Alice Babs                 | svéd énekesnő, színésznő                                                                                          | 090 |        |
| február 10. | Gordon Harris              | válogatott angol labdarúgó                                                                                        | 073 |        |
| február 10. | Leonard Knight             | amerikai művész, a kaliforniai Salvation Mountain alkotója                                                        | 082 |        |
| február 10. | Tomaž Pengov               | szlovén énekes, gitáros                                                                                           | 064 |        |
| február 10. | Shirley Temple             | amerikai gyerekszínész, diplomata                                                                                 | 085 |        |
| február 9.  | Gabriel Axel               | dán filmrendező (Babette lakomája)                                                                                | 095 |        |
| február 9.  | Werner Freund              | német farkasember                                                                                                 | 080 |        |
| február 9.  | Ernie Lyons                | ír motorversenyző                                                                                                 | 099 |        |
| február 9.  | Dan Ofry                   | magyar származású izraeli újságíró                                                                                | 084 |        |
| február 9.  | Salamon Antal              | romániai magyar egyházi személy, a gyimesi Kostelek papja                                                         | 079 |        |
| február 8.  | Bak Ferenc                 | Tinnye polgármestere                                                                                              | 050 |        |
| február 8.  | Helényi Tibor              | grafikus | 067 |        |
| február 8.  | Philippe Mahut             | válogatott francia labdarúgó                                                                                      | 057 |        |
| február 8.  | Maicon Pereira de Oliveira | brazil labdarúgó                                                                                                  | 025 |        |
| február 7.  | Christopher Barry          | brit rendező (Ki vagy, doki?)                                                                                     | 088 |        |
| február 6.  | Vasiľ Biľak                | szlovák kommunista politikus                                                                                      | 096 |        |
| február 6.  | Domsa Károlyné             | a Magyar Tudományos Akadémia Könyvtár és Információs Központ főigazgató-helyettese                                | 071 |        |
| február 6.  | Ralph Kiner                | amerikai baseballjátékos                                                                                          | 091 |        |
| február 6.  | Maxine Kumin               | amerikai költő, író                                                                                               | 088 |        |
| február 6.  | David Robertson            | brit Formula–1-es menedzser, Formula–3 csapattulajdonos (Double R Racing)                                         | 070 |        |
| február 6.  | Vaçe Zela                  | albán énekes és gitáros                                                                                           | 074 |        |
| február 5.  | Carlos Borges              | válogatott uruguayi labdarúgó                                                                                     | 082 |        |
| február 5.  | Czigány Tamás              | Balázs Béla-díjas filmrendező                                                                                     | 085 |        |
| február 5.  | Robert Dahl                | amerikai politológus                                                                                              | 098 |        |
| február 5.  | Richard Hayman             | amerikai karmester, zenei rendező                                                                                 | 093 |        |
| február 4.  | Eugenio Corti              | olasz író | 093 |        |
| február 4.  | Gyulavári József           | fotóművész | 065 |        |
| február 4.  | Huppán Béla                | újságíró | 066 |        |
| február 4.  | Dennis Lota                | afrikai nemzetek kupája bronzérmes (1996) válogatott zambiai labdarúgó                                            | 040 |        |
| február 4.  | Peter Moreth               | keletnémet közgazdász, liberális politikus, a Modrow-kormány alelnöke                                             | 072 |        |
| február 4.  | Prandler Árpád             | jogász, diplomata                                                                                                 | 083 |        |
| február 3.  | Louise Brough              | amerikai teniszező                                                                                                | 090 |        |
| február 3.  | Richard Bull               | amerikai színész (A farm, ahol élünk)                                                                             | 089 |        |
| február 3.  | Janzó József               | Széchenyi-díjas mélyépítő mérnök                                                                                  | 086 |        |
| február 3.  | Gloria Leonard             | amerikai pornószínésznő, kiadó                                                                                    | 073 |        |
| február 3.  | Joan Mondale               | Walter Mondale amerikai alelnök felesége                                                                          | 083 |        |
| február 2.  | Gerd Albrecht              | német karmester                                                                                                   | 078 |        |
| február 2.  | Karl Erik Bøhn             | norvég válogatott kézilabdázó és edző                                                                             | 048 |        |
| február 2.  | Eduardo Coutinho           | brazil filmrendező                                                                                                | 080 |        |
| február 2.  | Philip Seymour Hoffman     | Oscar-díjas amerikai színész és színházi rendező                                                                  | 046 |        |
| február 2.  | Izsmán Nelly               | táncdalénekesnő, revütáncos                                                                                       | 071 |        |
| február 2.  | Szobonya Eszter M. Jolánta | iskolanővér, a Miasszonyunkról Nevezett Szegény Iskolanővérek Magyar Tartományának tartományfőnöknője (1981–1989) | 083 |        |
| február 1.  | Luis Aragonés              | spanyol válogatott labdarúgó, edző                                                                                | 075 |        |
| február 1.  | Elisabetta Barbato         | olasz opera-énekesnő (szoprán)                                                                                    | 092 |        |
| február 1.  | Borvendég Béla             | Kossuth-díjas építészmérnök                                                                                       | 082 |        |
| február 1.  | Sztefan Bozskov            | olimpiai bronzérmes (1956) bolgár labdarúgó, edző                                                                 | 090 |        |
| február 1.  | Kökény József              | labdarúgó (Ferencvárosi TC)                                                                                       | 073 |        |
| február 1.  | Vaszilij Petrov            | szovjet marsall                                                                                                   | 097 |        |
| február 1.  | David Power                | olimpiai bronzérmes (1960) ausztrál hosszútávfutó                                                                 | 085 |        |
| február 1.  | Maximilian Schell          | Oscar-díjas osztrák színész, filmrendező                                                                          | 083 |        |

## Január
| Dátum      | Név                       | Foglalkozás / tisztség                                                                               | Kor | Forrás    |
| ---------- | ------------------------- | --- | --- | --------- |
| január 31. | Jancsó Miklós             | kétszeres Kossuth-díjas és Balázs Béla-díjas filmrendező, forgatókönyvíró                            | 092 |           |
| január 30. | Boros Zsuzsanna           | történész                                                                                            | 067 |           |
| január 30. | The Mighty Hannibal       | amerikai Rhythm and blues, soul és funk énekes, zeneszerző, producer                                 | 074 |           |
| január 30. | Arthur Rankin Jr.         | amerikai filmrendező, producer                                                                       | 089 |           |
| január 29. | François Cavanna          | francia író, újságíró, képregényalkotó                                                               | 090 |           |
| január 29. | Theodore Millon           | amerikai pszichológus                                                                                | 085 |           |
| január 29. | Várady Viktória           | színésznő (Madách Színház)                                                                           | 040 |           |
| január 28. | Frédéric Bruly Bouabré    | elefántcsontparti művész                                                                             | 091 |           |
| január 28. | John Cacavas              | amerikai zeneszerző, karmester                                                                       | 083 |           |
| január 28. | Blas Piñar                | spanyol politikus                                                                                    | 095 |           |
| január 28. | Tom Sherak                | amerikai filmproducer, az Amerikai Filmakadémia elnöke (2009–2012)                                   | 068 |           |
| január 27. | König Róbert              | Munkácsy Mihály-díjas grafikusművész                                                                 | 062 |           |
| január 27. | Pete Seeger               | amerikai folkénekes, politikai aktivista, író                                                        | 094 |           |
| január 26. | Ollie Conmy               | válogatott ír labdarúgó                                                                              | 074 |           |
| január 26. | Tom Gola                  | amerikai kosárlabdázó, politikus                                                                     | 081 |           |
| január 26. | Németh Lajos              | labdarúgó, nemzetközi labdarúgó-játékvezető                                                          | 069 |           |
| január 26. | José Emilio Pacheco       | Cervantes-díjas mexikói költő                                                                        | 074 |           |
| január 25. | Peter Neve                | német hettitológus                                                                                   | 084 |           |
| január 25. | Milan Ružić               | jugoszláv válogatott horvát labdarúgó                                                                | 058 |           |
| január 25. | Sax Gyula                 | sakkolimpiai bajnok                                                                                  | 062 |           |
| január 24. | Igor Badamsin             | világbajnoki bronzérmes (1993) orosz sífutó                                                          | 047 |           |
| január 24. | Abd el-Káder el-Brázi     | marokkói labdarúgó                                                                                   | 049 |           |
| január 24. | Kiss Zoltán László        | festőművész, rajztanár                                                                               | 064 |           |
| január 24. | Szekendy Tamás            | zongora-, orgona- és csembalóművész                                                                  | 052 |           |
| január 23. | Ferrari Violetta          | Jászai Mari-díjas színésznő                                                                          | 083 |           |
| január 23. | Franz Gabl                | olimpiai ezüstérmes (1948) osztrák alpesisíző                                                        | 093 |           |
| január 23. | Riz Ortolani              | olasz filmzeneszerző                                                                                 | 087 |           |
| január 23. | Jan Pesman                | olimpiai bronzérmes (1960) holland gyorskorcsolyázó                                                  | 082 |           |
| január 23. | Várady Béla               | válogatott labdarúgó, edző, 1977-ben az európai Ezüstcipő nyertese                                   | 060 |           |
| január 22. | François Deguelt          | francia énekes                                                                                       | 081 |           |
| január 22. | Robert Domergue           | francia labdarúgó, edző                                                                              | 092 |           |
| január 22. | Carlo Mazzacurati         | olasz filmrendező, forgatókönyvíró                                                                   | 057 |           |
| január 21. | Tony Crook                | brit autóversenyző                                                                                   | 093 |           |
| január 21. | Georgi Szlavkov           | aranycipős válogatott bolgár labdarúgó                                                               | 055 |           |
| január 20. | Claudio Abbado            | olasz karmester                                                                                      | 080 |           |
| január 19. | Balázs-Piri Balázs        | karikaturista                                                                                        | 076 |           |
| január 19. | Christopher Chataway      | Európa-bajnoki ezüstérmes (1954) brit atléta, politikus, parlamenti képviselő (1959–1966, 1969–1974) | 082 |           |
| január 19. | Michał Joachimowski       | fedett pályás Európa-bajnok (1974) lengyel atléta, hármasugró                                        | 063 |           |
| január 19. | Bert Williams             | angol válogatott labdarúgó (Wolverhampton Wanderers)                                                 | 093 |           |
| január 18. | Dennis Frederiksen        | amerikai rockénekes                                                                                  | 062 |           |
| január 18. | Milan Kajkl               | olimpiai ezüstérmes (1976) csehszlovák válogatott cseh jégkorongozó                                  | 063 |           |
| január 18. | Sigmond István            | erdélyi magyar író                                                                                   | 077 |           |
| január 18. | Szakály Andrea            | újságíró, a Nők Lapja Café alapító főszerkesztője                                                    | 043 |           |
| január 18. | Frans Vermeyen            | válogatott belga labdarúgó                                                                           | 070 |           |
| január 17. | Roy Garber                | amerikai fuvarozó, televíziós személyiség (Fuvarozók háborúja/Shipping Wars)                         | 049 |           |
| január 16. | Russell Johnson           | amerikai színész                                                                                     | 089 |           |
| január 16. | Dave Madden               | kanadai születésű amerikai színész                                                                   | 082 |           |
| január 16. | Onoda Hiroo               | 1974-ig harcoló második világháborús japán katona                                                    | 091 |           |
| január 16. | Rakaczki Bence            | labdarúgó (DVTK)                                                                                     | 020 |           |
| január 15. | Roger Lloyd-Pack          | angol sorozatszínész (Szemesnek áll a világ, Ki vagy, doki?, Mr. Bean)                               | 069 |           |
| január 15. | Gennagyij Matvejev        | szovjet válogatott orosz labdarúgó, edző                                                             | 076 |           |
| január 14. | Fernand Brosius           | válogatott luxemburgi labdarúgó                                                                      | 079 |           |
| január 14. | Juan Gelman               | Cervantes-díjas argentin költő                                                                       | 083 |           |
| január 14. | Ronny Jordan              | brit dzsesszzenész, gitáros                                                                          | 051 |           |
| január 14. | Eric Paterson             | olimpiai bajnok (1952) kanadai jégkorongozó                                                          | 084 |           |
| január 14. | Mae Young                 | amerikai profi birkózó, pankrátor                                                                    | 090 |           |
| január 13. | Bobby Collins             | skót válogatott labdarúgó                                                                            | 082 |           |
| január 13. | Jelizaveta Zarbatova      | udmurt-orosz énekes (Buranovszkije babuski)                                                          | 087 |           |
| január 12. | Alexandra Bastedo         | brit színésznő (Aphrodité öröksége)                                                                  | 067 |           |
| január 12. | John Button               | angol raliversenyző, Jenson Button Formula–1-es világbajnok édesapja                                 | 070 |           |
| január 12. | John Horsley              | brit színész (Csengetett, Mylord?)                                                                   | 093 |           |
| január 12. | Plesz Antal               | Széchenyi- és Ybl Miklós-díjas építész                                                               | 083 |           |
| január 12. | Zdenko Škrabalo           | horvát orvos, egyetemi tanár és diplomata, külügyminiszter                                           | 084 |           |
| január 12. | Török Gyula               | olimpiai bajnok (1960) ökölvívó, edző                                                                | 075 |           |
| január 11. | Dienes Zoltán Pál         | matematikus                                                                                          | 097 |           |
| január 11. | Arnoldo Foà               | olasz filmszínész                                                                                    | 097 |           |
| január 11. | Laszlovszky József        | gyógyszerész                                                                                         | 090 |           |
| január 11. | Aríél Sárón               | izraeli politikus, miniszterelnök (2001–2006)                                                        | 085 |           |
| január 10. | Glen Lindsay              | kanadai jégkorongozó                                                                                 | 065 |           |
| január 10. | Zbigniew Messner          | lengyel közgazdász, politikus, miniszterelnök (1985–1988)                                            | 084 |           |
| január 10. | Aldo Scaramucci           | olasz labdarúgó                                                                                      | 080 |           |
| január 9.  | Asbóth Endre              | labdarúgó (DVSC)                                                                                     | 086 |           |
| január 9.  | Amiri Baraka              | afroamerikai költő, író                                                                              | 079 |           |
| január 9.  | Lorella De Luca           | olasz színésznő                                                                                      | 073 |           |
| január 9.  | Bryan Fairfax             | ausztrál születésű brit karmester                                                                    | 083 |           |
| január 9.  | Dale T. Mortensen         | Nobel-díjas amerikai közgazdász                                                                      | 074 |           |
| január 9.  | Věra Tichánková           | cseh színésznő (Nők a pult mögött)                                                                   | 093 |           |
| január 8.  | Charles Casali            | válogatott svájci labdarúgó (BSC Young Boys)                                                         | 090 |           |
| január 8.  | Irma Heijting-Schuhmacher | olimpiai ezüstérmes (1952) holland úszó                                                              | 088 |           |
| január 8.  | Zborovszky Andrea         | színésznő                                                                                            | 046 |           |
| január 7.  | Ivan Ladislav Galeta      | horvát képzőművész                                                                                   | 066 |           |
| január 7.  | Hajdú Mihály              | nyelvész                                                                                             | 080 |           |
| január 7.  | Öllős Géza                | vízépítő mérnök, egyetemi tanár                                                                      | 085 |           |
| január 7.  | Raymond Paul              | brit vívó olimpikon (1952, 1956)                                                                     | 085 |           |
| január 7.  | Emiel Pauwels             | belga atléta                                                                                         | 095 |           |
| január 7.  | Run Run Shaw              | kínai producer                                                                                       | 106 |           |
| január 7.  | Teleki Géza               | antropológus, főemlőskutató, etológus, cserkész                                                      | 070 |           |
| január 7.  | Végh Ágnes                | világbajnok kézilabdázó                                                                              | 076 |           |
| január 6.  | Karel Gut                 | csehszlovák válogatott jégkorongozó, szövetségi kapitány                                             | 086 |           |
| január 6.  | Kováts Miklós             | fejlesztőmérnök (Csepeli Motorkerékpárgyár)                                                          | 0?  |           |
| január 6.  | Larry D. Mann             | kanadai színész, szinkronszínész                                                                     | 091 |           |
| január 6.  | Mónica Spear              | venezuelai modell, színésznő                                                                         | 029 |           |
| január 5.  | Eusébio                   | aranylabdás portugál labdarúgó                                                                       | 071 |           |
| január 5.  | Brian Hart                | brit autóversenyző, mérnök                                                                           | 077 |           |
| január 5.  | Kinde Annamária           | erdélyi magyar költő                                                                                 | 057 |           |
| január 5.  | Kristófi János            | erdélyi magyar festőművész                                                                           | 088 |           |
| január 5.  | Nelson Ned                | brazil énekes, zeneszerző, író és dalszerző                                                          | 066 |           |
| január 5.  | Senkálszky Endre          | erdélyi magyar színész                                                                               | 099 |           |
| január 5.  | Zámori László             | színész                                                                                              | 091 | [forrás?] |
| január 5.  | Mustapha Zitouni          | francia és algériai válogatott labdarúgó                                                             | 085 |           |
| január 4.  | Szergej Kozlov            | szovjet-orosz labdarúgó, edző                                                                        | 053 |           |
| január 3.  | Phil Everly               | amerikai rockzenész (Everly Brothers)                                                                | 074 |           |
| január 3.  | Helyey László             | Jászai Mari-díjas színész                                                                            | 065 |           |
| január 3.  | Saul Zaentz               | amerikai filmproducer (Száll a kakukk fészkére, Az angol beteg)                                      | 092 |           |
| január 2.  | Bernard Glasser           | amerikai filmrendező, producer                                                                       | 089 |           |
| január 2.  | István Anna               | magyarországi szlovák politikus, újságíró, a Csabai Szlovákok Szervezetének elnöke (1986–2001)       | 058 |           |
| január 1.  | Dzsamal Muhammad Dzsamal  | csehországi palesztin nagykövet                                                                      | 056 |           |
| január 1.  | Milan Horvat              | horvát karmester                                                                                     | 094 |           |
| január 1.  | Juanita Moore             | amerikai színésznő                                                                                   | 099 |           |
| január 1.  | Dzsafar Námdár            | iráni labdarúgó-játékvezető                                                                          | 079 |           |
| január 1.  | Josep Seguer              | válogatott spanyol labdarúgó, edző                                                                   | 090 |           |